# Saint-Tropez
Pour les articles homonymes, voir Tropez.
Saint-Tropez (prononcé [sɛ̃ tʁɔ.pe]) est une commune française située dans le département du Var en région Provence-Alpes-Côte d'Azur, chef-lieu du canton de Saint-Tropez.
De la cité corsaire dominée par sa citadelle du XVIe siècle au village de pêcheurs au début du XXe siècle, la première ville libérée lors du débarquement de Provence devint dès les années 1950 une station balnéaire internationalement connue de la Côte d'Azur varoise grâce à l'engouement des artistes de la Nouvelle Vague puis des yéyés et enfin, un lieu de villégiature de la jet set européenne et américaine comme des touristes en quête d'authenticité provençale ou de célébrités.
Ses habitants sont les Tropézien(ne)s.

## Géographie

### Localisation

Localisation de Saint-Tropez dans sa presqu'île.

Saint-Tropez est située dans le Sud-Est de la France, sur le littoral sud-est du Var, sur la presqu'île de Saint-Tropez qui ferme le golfe du même nom. La commune s'inscrit dans un croissant autour de la baie des Canoubiers, sur la totalité de la presqu'île, qui peut être englobé dans un rectangle de six kilomètres par quatre.
La commune occupe une superficie de mille cent dix-huit hectares et son territoire est presque totalement occupé par des propriétés bâties sur de grandes parcelles, lui donnant une apparence environnementale relativement préservée. Toutefois, des concentrations de constructions apparaissent autour du vieux village, sur le littoral, notamment entre les caps Saint-Pierre et de Saint-Tropez et entre le cap Pinet et la longue plage de Pampelonne. La commune est intégrée au territoire Golfe de Saint-Tropez par le conseil général du Var.
Sur ses douze kilomètres de littoral, la commune dispose de six plages, à l'ouest à la limite avec Gassin, la grande plage de la Bouillabaisse, dans le vieux village, les plages de la Ponche et la Fontanette, après le cimetière marin, la plage des Graniers, dans la baie éponyme, la longue plage des Canebiers et à l'extrémité est de la presqu'île, la plage de la Moutte et celle des Salins. S'ajoutent à ces plages publiques de nombreuses petites plages privées, naturelles ou artificielles, incorporées aux propriétés, malgré la loi littoral.

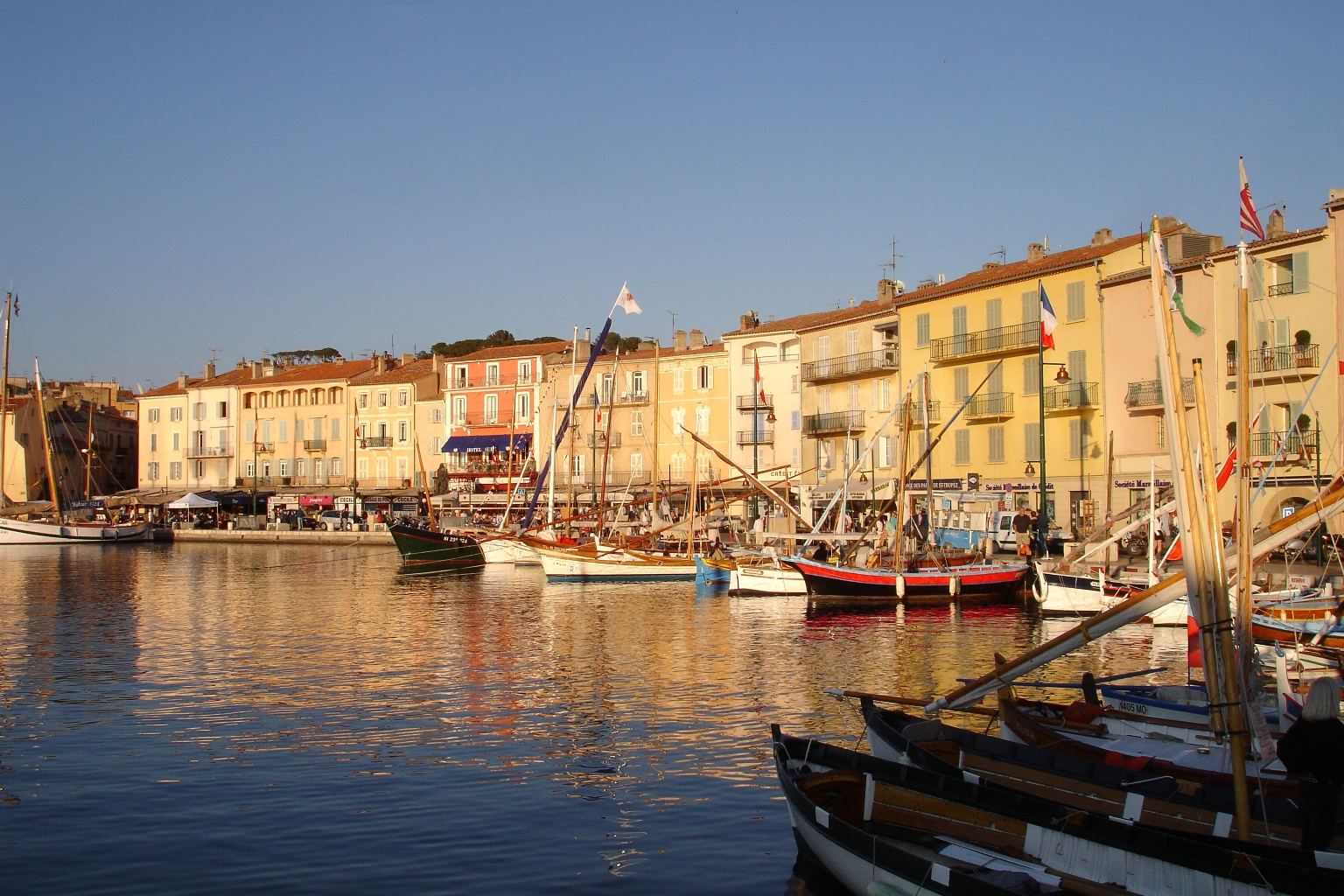
Port de Saint-Tropez.

Le territoire de Saint-Tropez n'est traversé par aucune route d'importance. Un démembrement de l'ancienne nationale 98 à partir du célèbre carrefour de La Foux permet de rallier le village et se poursuit vers le sud de la presqu'île par la route départementale 93, dite « route des Plages ». Elle matérialise la limite entre Saint-Tropez et Gassin à l'ouest. Dès lors, le réseau secondaire revêt une importance pour la commune, avec notamment la route des Salins qui traverse la presqu'île d'ouest en est depuis le centre-ville, le chemin du Pinet qui part vers le sud depuis le complexe sportif et le chemin Sainte-Anne depuis la place des Lices. Saint-Tropez ne dispose d'aucune route longeant le littoral.
Saint-Tropez est située à 704 kilomètres au sud-est de Paris-Notre-Dame, point zéro des routes de France, 104 kilomètres à l'est de Marseille, 60 kilomètres au nord-est de Toulon, 92 kilomètres au sud-ouest de la frontière italienne, 180 kilomètres au nord-ouest des côtes corses et 685 kilomètres au nord des côtes algériennes.
La commune est située sur une presqu'île cernée du nord-ouest au sud-est par la mer Méditerranée qui ferme le golfe de Saint-Tropez. La commune ne possède de limite terrestre qu'avec Gassin à l'ouest - sud-ouest et Ramatuelle au sud. Les liaisons maritimes fréquentes avec Grimaud au nord-ouest et Sainte-Maxime au nord en font des communes limitrophes de fait.

### Communes limitrophes
Les communes limitrophes sont Gassin et Ramatuelle.

### Géologie et relief

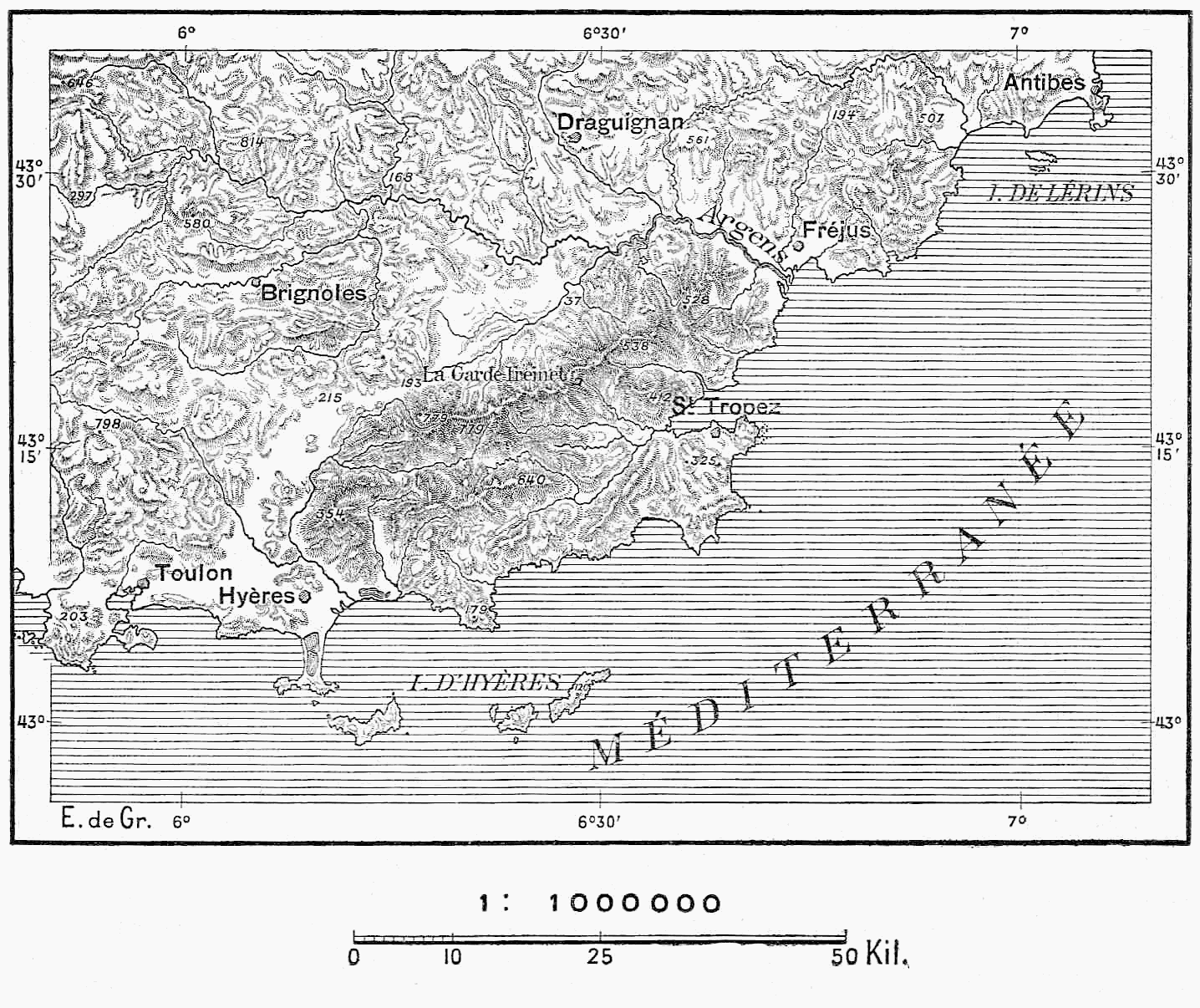
Carte du massif des Maures.

Le village est situé au début d'une zone vallonnée, le bourg étant adossé à une colline de faible hauteur (l'altitude maximum de la commune est de 115 mètres) qui fait face à la mer, au nord de la presqu'île qui porte son nom.
La presqu'île de Saint-Tropez appartient géographiquement et géologiquement au massif des Maures, petite chaîne de montagne du sud de la France qui s’étend d'Hyères à Fréjus, les roches de ce massif étant très anciennes, formées entre la fin du Protérozoïque et la fin du Paléozoïque.
Sur le plan géologique, ce massif est donc essentiellement constitué de roches métamorphiques. On peut noter dans le secteur immédiat, la présence d'une faille, laquelle débute des environs de Pennafort (au nord de la dépression permienne), puis passe aux abords de Plan-de-la-Tour pour atteindre la Méditerranée à proximité de Grimaud, commune du golfe de Saint-Tropez.
Une unité des gneiss orientaux est constatée dans le secteur de Sainte-Maxime-Saint-Tropez ; celle ci est formée de « gneiss migmatitiques, d'orthogneiss, de gneiss micacés à sillimanite, de gneiss leptynitiques, de micaschistes à staurotide-sillimanite-disthène à niveaux de cipolins, et d'amphibolites ».

### Hydrographie et les eaux souterraines
La commune de Saint-Tropez est classée en loi littoral, car riveraine de la mer Méditerranée.
Plusieurs petits ruisseaux parcourent le territoire de la commune dont les Marres, la Gassine qui la sépare de Gassin, la Moutte qui court à travers la presqu'île et se jette dans la mer en traversant les marais salants, et plusieurs autres aujourd'hui oubliés et canalisés dans le réseau d'eaux pluviales.

### Climat
Pour des articles plus généraux, voir Climat de Provence-Alpes-Côte d'Azur et Climat du Var.
En 2010, le climat de la commune est de type climat méditerranéen franc, selon une étude du Centre national de la recherche scientifique s'appuyant sur une série de données couvrant la période 1971-2000. En 2020, Météo-France publie une typologie des climats de la France métropolitaine dans laquelle la commune est exposée à un climat méditerranéen et est dans la région climatique Var, Alpes-Maritimes, caractérisée par une pluviométrie abondante en automne et en hiver (250 à 300 mm en automne), un très bon ensoleillement en été (fraction d’insolation > 75 %), un hiver doux (8 °C) et peu de brouillards.
Pour la période 1971-2000, la température annuelle moyenne est de 15,6 °C, avec une amplitude thermique annuelle de 14,5 °C. Le cumul annuel moyen de précipitations est de 859 mm, avec 6,7 jours de précipitations en janvier et 1,3 jours en juillet. Pour la période 1991-2020, la température moyenne annuelle observée sur la station météorologique de Météo-France la plus proche, « Cogolin_sapc », sur la commune de Cogolin à 9 km à vol d'oiseau, est de 15,6 °C et le cumul annuel moyen de précipitations est de 958,0 mm. 
La température maximale relevée sur cette station est de 42 °C, atteinte le 22 août 2023 ; la température minimale est de −9,5 °C, atteinte le 30 décembre 2005,,.
Les paramètres climatiques de la commune ont été estimés pour le milieu du siècle (2041-2070) selon différents scénarios d'émission de gaz à effet de serre à partir des nouvelles projections climatiques de référence DRIAS-2020. Ils sont consultables sur un site dédié publié par Météo-France en novembre 2022.

## Urbanisme

### Typologie
Au 1er janvier 2024, Saint-Tropez est catégorisée bourg rural, selon la nouvelle grille communale de densité à sept niveaux définie par l'Insee en 2022.
Elle appartient à l'unité urbaine de Saint-Tropez, une agglomération intra-départementale regroupant trois  communes, dont elle est ville-centre,,. Par ailleurs la commune fait partie de l'aire d'attraction de Saint-Tropez, dont elle est la commune-centre,. Cette aire, qui regroupe 3 communes, est catégorisée dans les aires de moins de 50 000 habitants,.
La commune, bordée par la mer Méditerranée, est également une commune littorale au sens de la loi du 3 janvier 1986, dite loi littoral. Des dispositions spécifiques d’urbanisme s’y appliquent dès lors afin de préserver les espaces naturels, les sites, les paysages et l’équilibre écologique du littoral, tel le principe d'inconstructibilité, en dehors des espaces urbanisés, sur la bande littorale des 100 mètres, ou plus si le plan local d’urbanisme le prévoit.

### Occupation des sols
Le tableau ci-dessous présente l'occupation des sols détaillée de la commune en 2018, telle qu'elle ressort de la base de données européenne d’occupation biophysique des sols Corine Land Cover (CLC).

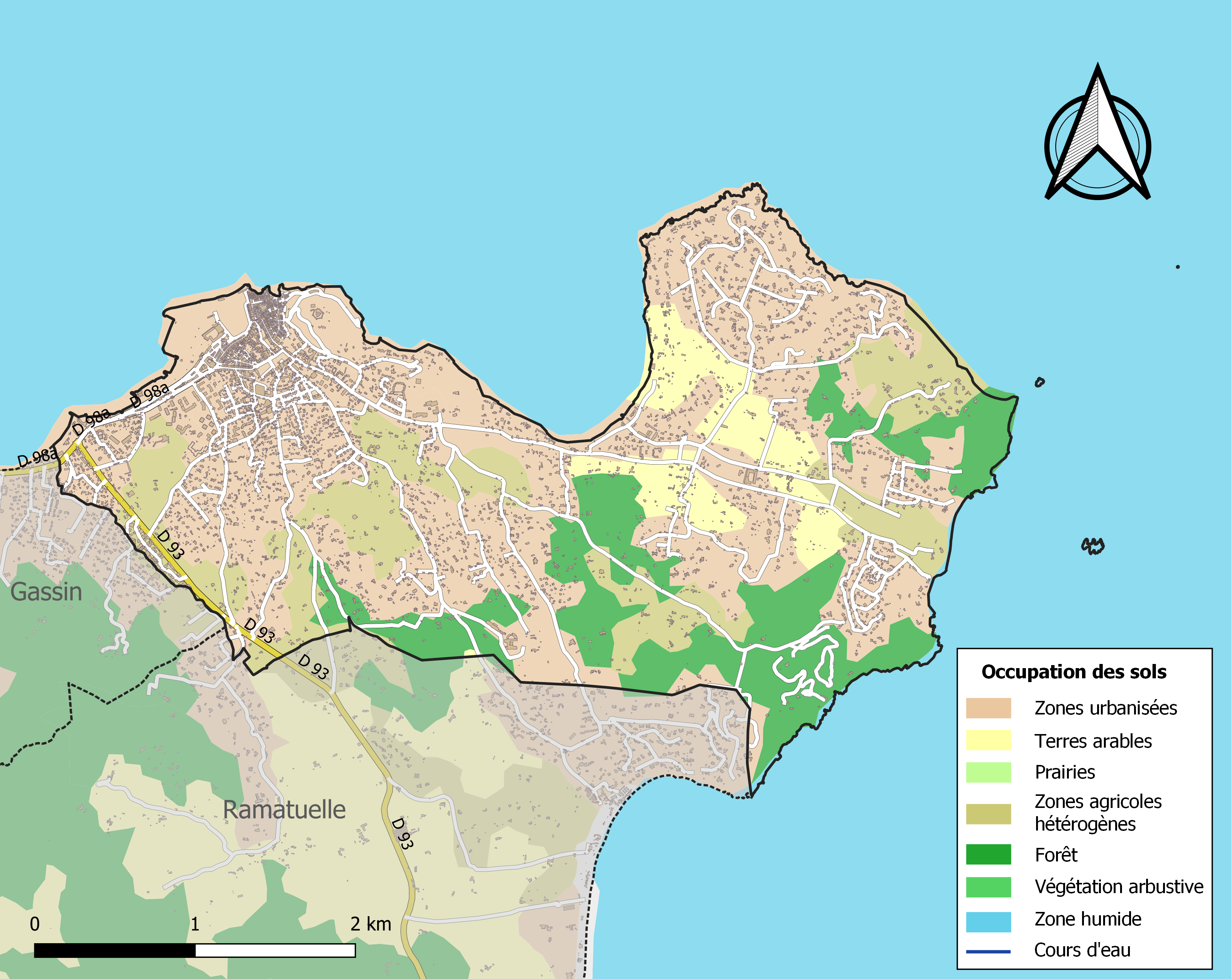
Carte des infrastructures et de l'occupation des sols de la commune en 2018 (CLC).

| Type d’occupation                                                                   | Pourcentage | Superficie (en hectares) |
| ----------------------------------------------------------------------------------- | ----------- | ------------------------ |
| Tissu urbain continu                                                                | 2,7 %       | 31                       |
| Tissu urbain discontinu                                                             | 50,4 %      | 579                      |
| Aéroports                                                                           | 0,8 %       | 9                        |
| Espaces verts urbains                                                               | 3,0 %       | 35                       |
| Vignobles                                                                           | 7,7 %       | 89                       |
| Systèmes culturaux et parcellaires complexes                                        | 15,0 %      | 172                      |
| Surfaces essentiellement agricoles interrompues par des espaces naturels importants | 2,4 %       | 28                       |
| Forêts de conifères                                                                 | 17,5 %      | 201                      |
| Mers et océans                                                                      | 0,4 %       | 5                        |
| Source : Corine Land Cover                                                          |             |                          |

### Morphologie urbaine
Pour des raisons de statistiques et de recensement de la population, la commune de Saint-Tropez est découpée par l'INSEE en 2 quartiers qui sont :
- Zone Est Diffuse ;
- Zone Ouest Urbaine.

La commune est constituée de différentes zones d'urbanisme. Le centre-ville est constitué de petit habitat collectif ancien. À l'est de cette zone, la citadelle constitue un espace boisé classé, prolongé au sud du cimetière marin et sur tout le centre de la presqu'île jusqu'à la pointe de Capon. Au sud du centre-ville se trouve une zone de petit habitat collectif et individuel, prolongée, vers Ramatuelle et aussi sur la pointe de la presqu'île entre le cap saint-Pierre et le cap des Salins par un habitat individuel haut de gamme. Des zones agricoles préservées au sud-ouest de la commune et au centre est de la presqu'île. En 2004, cinq mille neuf cents logements étaient répartis sur le territoire de la commune, dont 49,3 % de résidences secondaires, à 51,8 % des appartements et 43,4 % des villas. Le prix moyen de l'immobilier atteignait 6 286,11 € le mètre carré.
En 1976, le dilemme entre préservation du territoire agricole et du littoral et construction de villas pour les estivants se posait lors de la discussion du plan d'occupation des sols, avec une réflexion sur la discrimination par les prix et déjà l'idée mise en place d'une concertation de la construction sur tout le littoral.

### Lieux-dits, hameaux et écarts
Outre la ville de Saint-Tropez, la commune se compose des hameaux la Bouillabaisse et le Pilon à proximité de Gassin, sur le massif en allant vers Ramatuelle se trouvent les quartiers excentrés de Saint-Antoine, les Carles, Saint-Claude, Sainte-Anne, Saint-Joseph et Saint-Roch, et sur la presqu'île, les Canebiers, les Vanades, l'Estagnet, la Moutte et les Salins sur la rive est.
La ville est elle-même découpée entre les nouveaux et vieux ports, le cœur artistique de la place des Lices, le vieux village historique au pied de la citadelle et du pré des Pêcheurs.

### Voies de communication et transports

#### Voies de communication
- Saint-Tropez est accessible en voiture par l'A8 (E 80) avec la sortie « Draguignan-Le Muy-Golfe de Saint-Tropez » puis la D 25 jusqu'à Sainte-Maxime sur 19 kilomètres et l'ex-RN 98 sur 12 kilomètres.
- 36 à 117 km : golfe de Saint-Tropez, Draguignan, Sainte-Maxime, Vidauban, Les Arcs, le Muy

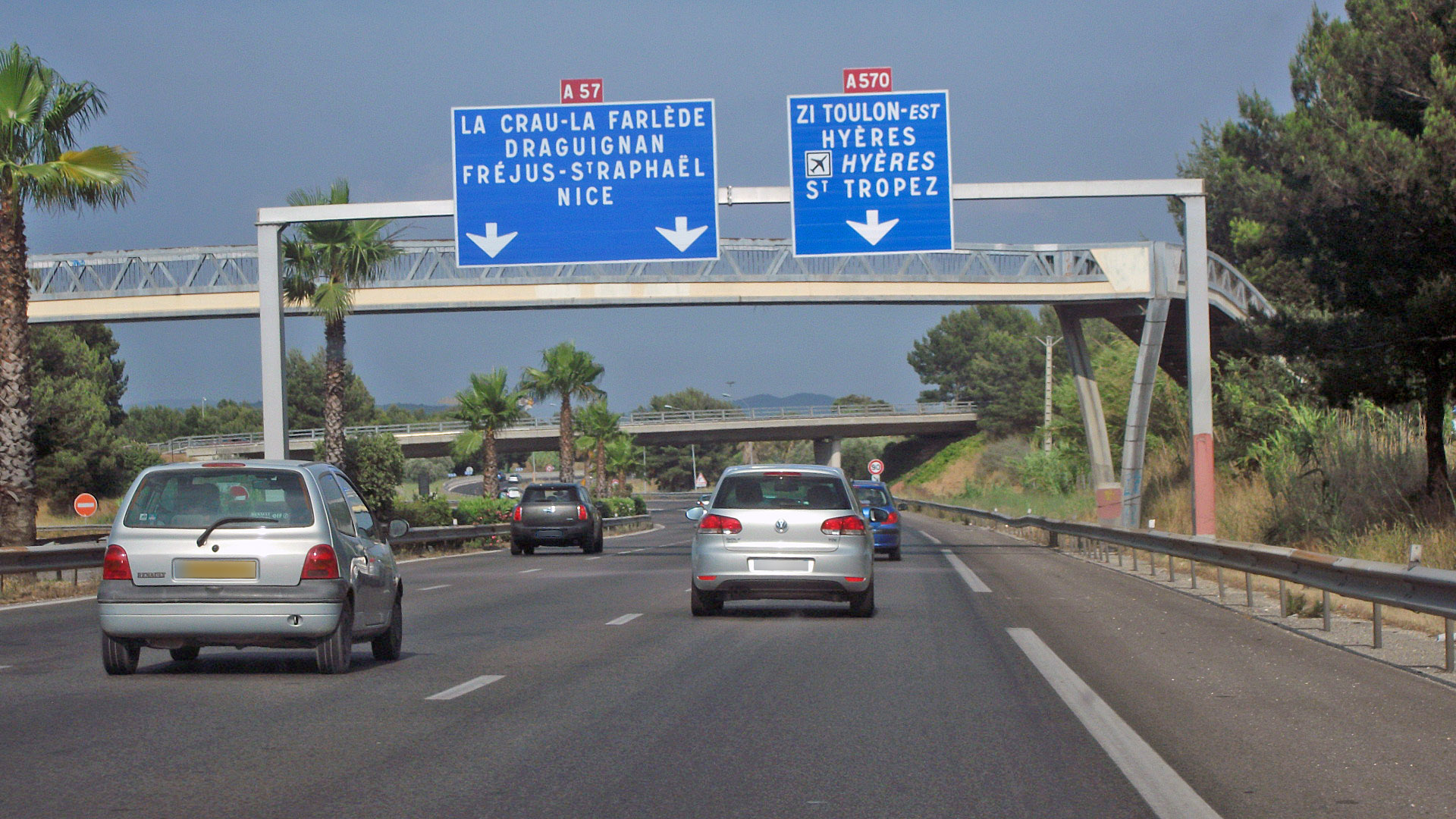
Échangeur avec A570 avec l'indication Saint-Tropez.

- La ville est aussi accessible par l'A57 avec la sortie « Le Cannet-des-Maures » puis par la D 558 sur 24 kilomètres jusqu'à Grimaud puis par la D 61 sur 9 kilomètres en passant par le carrefour de La Foux[27]. Par le bord de mer, l'ex-RN 98 la relie à Toulon-La Valette-du-Var, Saint-Raphaël, Cannes, Nice, Monaco, et la D 93, appelée « route des Plages » dessert Pampelonne, Ramatuelle et La Croix-Valmer.
- Échangeur entre A57 et A570 : Saint-Tropez, Hyères, Aéroport d'Hyères, La Garde, Z.I Toulon Est

#### Transports
- Transport en Provence-Alpes-Côte d'Azur

Commune desservie par le réseau régional de transports en commun Zou !. Les collectivités territoriales ont en effet mis en œuvre un « service de transports à la demande » (TAD), réseau régional Zou !.
En train, la gare de Saint-Raphaël-Valescure, desservie par les TGV, iDTGV, Intercités et TER Provence-Alpes-Côte d'Azur, est située à 32 kilomètres.
Le réseau d'autobus relie la gare routière de Saint-Tropez à Fréjus, Hyères, Toulon, Saint-Raphaël entre autres.
L'aéroport international d'envergure le plus proche est l'aéroport de Nice-Côte d'Azur à 91 kilomètres. Les liaisons nationales peuvent s'effectuer à l'aéroport de Toulon - Hyères à 44 kilomètres mais la clientèle de prestige privilégie l'aéroport de La Môle - Saint-Tropez à 15 kilomètres, l'aéroport de Cannes - Mandelieu à 40 kilomètres ou La Môle.
Des navettes maritimes relient le port de Saint-Tropez à ceux de Cogolin, Grimaud, Sainte-Maxime, Fréjus, Saint-Raphaël, Cannes, Antibes et Nice.

### Risques naturels et technologiques

#### Le risque sismique
Selon la législation, le territoire tropézien est situé en « zone sismique 2 » comme la plupart des communes du littoral varois.
| Type de zone | Niveau           | Définitions (bâtiment à risque normal) |
| ------------ | ---------------- | -------------------------------------- |
| Zone 2       | Sismicité faible | accélération = 0,7 m/s2                |

## Toponymie
Selon la légende, Saint-Tropez doit son nom à un grand officier de la cour de Néron, Caïus Silvius Torpetius (saint Tropez de Pise) né à Pise. Converti par saint Paul, il engendre la colère de l'empereur Néron qui le fait décapiter le 29 avril 68 sur la place de Pise. Le corps est jeté dans une vieille barque avec un coq et un chien chargés de le dépecer (selon un châtiment réservé habituellement aux parricides dont ces deux animaux sont les symboles), l'embarcation étant livrée au fleuve Arno sous le vent d'est puis aux caprices de la mer. Elle s'échoue le 17 mai 68 sur le rivage d'Heraclea (futur Saint-Tropez) au lieu-dit, plus tard, le Pilon.
Cette légende que la fantaisie populaire a plus ou moins façonnée contient probablement un fond de vérité : le nom d'Heraclea vient probablement d'un petit temple romain dédié à Hercule érigé au pied du village. Les chrétiens ont sans doute détruit ce temple païen et rebaptisé le lieu du nom de leur saint fondateur légendaire, y élevant le castrum de Sant-Tropé. Ce procédé de substitution toponymique reflète bien souvent la consolidation du christianisme dans une région. Par la suite, Sant-Tropé subit la déformation populaire en Saint-Tropes puis Saint Tropez.
Le nom de la commune s'écrit Sant Tropetz en provençal selon la norme classique ou Sant Troupés selon la norme mistralienne (prononcé dans les deux cas [ˈsãⁿ t̪ʀuˈpes]).
La commune est créée en 1793 en lui redonnant le nom d'Héraclée et est renommée Saint-Tropez en 1801.
La ville est familièrement appelée « Saint-Trop' », tel que l'écrivain Boris Vian a pu le déclarer dans un film de court-métrage, consacré à la ville, en 1952.

## Histoire

### Antiquité
En 599 av. J.-C., les  Phocéens, un peuple grec issue d'Asie mineure, investissent le site de Marseille et les sites de mouillage de la côte méditerranéenne tels que Aegitna (Cannes), Antipolis (Antibes) ou Nikaïa (Nice). Saint-Tropez est probablement à cette époque un petit port hellénique connu sous le nom d’Athenopolis Massiliensium, comptoir massaliote.
La bataille d'Actium, survenue en 31 av. J.-C., permet l'installation des Romains. Ceux-ci construisent des villas cossues ; celle dite « des Platanes » en est l'illustration. La dénomination du village est alors Héraclea-Caccaliera situé à l'embouchure du Sinus Sambracitanus (golfe sambracitain qui doit son nom aux Cimbres, nom qui se retrouve dans le quartier Les Issambres).
À la fin du IVe siècle ou au début du Ve, la préfecture du prétoire des Gaules, située à Trèves, est installée à Arles à cause de la pression des Barbares, se rapprochant ainsi de Saint-Tropez.

### Moyen Âge
Après s'être emparé de Rome, les Wisigoths d'Athaulf, successeur d'Alaric en marche vers l'Espagne traversent le sud-est de la Gaule en 413 et s'emparent de Narbonne.
Le royaume des Burgondes (regnum Burgondionum), que l’on peut considérer comme le premier royaume de Bourgogne, doit son nom au peuple burgonde, ensemble de tribus germaniques venues s’installer en 443 sur les bords du lac Léman et étendant leur pouvoir jusqu'à la Méditerranée. En 534, après la chute de la Burgondie, toutes les troupes franques menées par Thibert Ier se localisent à proximité de la Provence. Arles est prise au cours de cette même année.
Au cours du IXe siècle, des pirates mettent le pays à feu et à sang. Ces exactions qui durèrent près de 100 ans sont dans la mémoire collective, toutes attribuées aux Sarrasins qui se retrancheront à la Garde-Freinet. Il restera de leur passage les toits de tuiles roses dites « sarrasines » du pays de Provence.
De 890 à 972, la péninsule de Saint-Tropez est une colonie arabo-musulmane  sous les noms de Jabal al-Qilâl « montagne des cimes » et de Farakhshinit, forme arabisée du gallo-roman fraxinetu « frênaie », à mettre en relation avec le second élément de La Garde-Freinet. Cependant, le toponyme -Freinet est directement issu du terme roman. Évariste Lévi-Provençal fait provenir le toponyme Ramatuelle de l'arabe Rahmat-ûllah « miséricorde divine ». Nasr ibn Ahmad est nommé caïd de la péninsule de Saint-Tropez en l'an 940, territoire dans lequel se réfugie entre 961 et 963, Audibert fils de Bérenger, le prétendant au trône de Lombardie chassé par l'empereur germanique Othon Ier. En 972, les musulmans de Saint-Tropez enlèvent l'abbé Maïeul de Cluny qu'ils relâchent contre rançon, mais ceux-ci seront définitivement chassés par
Guillaume Ier comte de Provence, seigneur de Grimaud en 976. Ce seigneur fait construire en 980 une tour à l'emplacement actuel de la tour Suffren afin de mieux protéger la cité.
Deux bulles pontificales émises en 1079 et en 1218 confirment l'existence d'un domaine seigneurial à Saint-Tropez.

### Renaissance et époque moderne

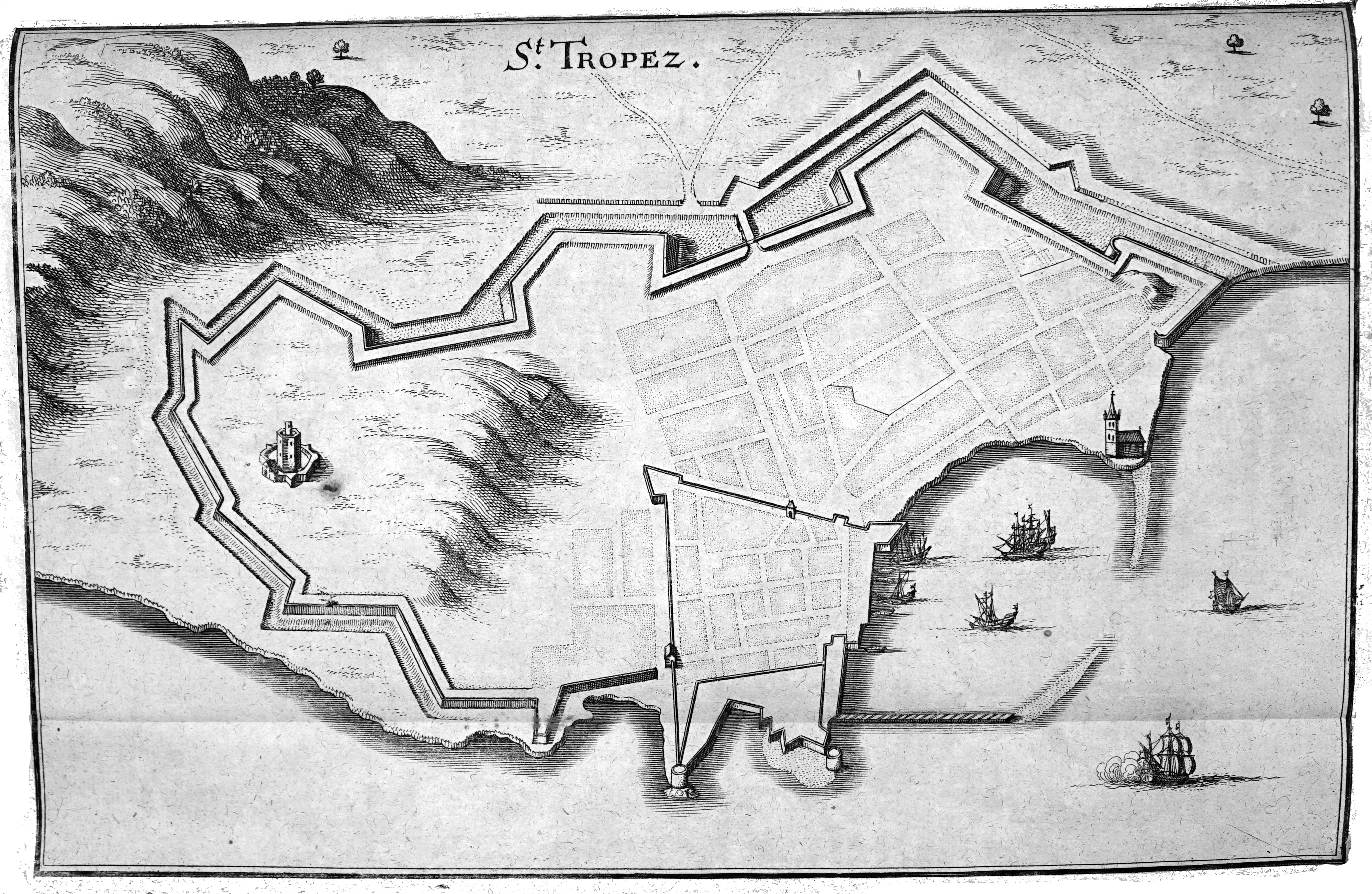
Dans Topographia Galliæ au XVIIe siècle.

- À partir de 1436, le comte René Ier (le « bon roi René ») tente de repeupler la Provence, il crée la baronnie de Grimaud et fait appel au Génois Raphaël de Garezzio, gentilhomme, qui aborde la presqu'île avec une flotte de caravelles accompagné d'une soixantaine de familles génoises. En contrepartie, les Tropéziens seront francs, libres, et exempts de tout impôt, cette convention perdurera jusqu'à son abrogation en 1672 par Louis XIV. Le 14 février 1470[41], l'accord est passé entre Jean Cossa, baron de Grimaud, grand sénéchal de Provence et Raphaël de Garezzio. Dans Saint-Tropez détruit par la guerre de la fin du XIVe siècle, Raphaël de Garezzio fait construire des murs d'enceintes dont deux larges tours sont encore debout : l'une à l'extrémité du grand môle et l'autre à l'entrée de la « Ponche »[42]. La tour carrée faisait partie de l'ensemble. La cité est une petite république qui possède sa flotte et son armée, et est administrée par deux consuls et douze conseillers qu'elle élit. En 1558 la création de la charge de capitaine de ville, Honorat Coste, renforce l'autonomie de la ville. Le capitaine élu, tous les ans, dirige les capitaines de quartiers, un bombardier, une milice et des mercenaires. Les Tropéziens résistent aux Turcs, aux Espagnols, secourent Fréjus et Antibes, aident l'archevêque de Bordeaux à reprendre les îles de Lérins[43].
- 1577 : Geneviève de Castille, fille du marquis, seigneur de Castellane épouse Jean-Baptiste de Suffren, marquis de Saint-Cannat, baron de La Môle, conseiller au Parlement de Provence. La seigneurie de Saint Tropez devient l'apanage de la famille de Suffren.
- 1615 : Saint-Tropez accueille durant quelque temps l'expédition de Hasekura Tsunenaga, qui se rendait à Rome mais est obligée de s'arrêter à cause du mauvais temps. Cette visite imprévue constitue la première trace enregistrée de relations franco-japonaises.
- 15 juin 1637 : Les Tropéziens viennent à bout de 21 galères espagnoles. Cette victoire donnera lieu à une bravade le 15 juin qui glorifie la victoire des habitants sur les Espagnols[44].

### Époque contemporaine
Le 14 août 1948, la croix de guerre 1939-1945, avec palme de bronze, est attribuée à la ville de Saint-Tropez.
En mai 1965, un hélicoptère lourd Super Frelon de présérie s'écrase dans le golfe, tuant son pilote, le lieutenant de vaisseau Claude Bonvallet, et blessant trois autres militaires.
Le 4 mars 1970, le sous-marin Eurydice disparaît dans le golfe, au niveau du cap Camarat avec 57 hommes d'équipage.

#### Station balnéaire internationalement connue
Village de pêcheurs au début du XXe siècle, Guy de Maupassant atteint de la syphilis vient s'y reposer dans son yacht en 1887. Guy de Maupassant publie son journal de bord en 1888 sous le titre Sur l'eau où il décrit son arrivée dans le golfe le 12 avril à bord du Bel Ami. Paul Signac découvre en 1892 ce petit port de pêcheurs à bord de son yacht l'Olympia. Il y achète La Hune, une maison dont il fait son atelier et devient le lieu de pèlerinage de nombreux peintres. La proximité de stations thermales attire des artistes comme Colette dans les années 1920. Léon Volterra, directeur de salles parisiennes, en devient le maire dans les années 1930, assurant sa promotion nationale (séjours de Louise de Vilmorin, Arletty, Jean Cocteau).
Sa dernière défense de la citadelle fut celle de la dernière guerre. Le 15 août 1944, la flotte alliée débarque sur les plages voisines et Saint-Tropez est la première ville de Provence libérée, par Henri d'Astier de la Vigerie à la tête des 50 homme du « Détachement spécial » des Commandos de France avec l'aide des résistants locaux mobilisés la veille par des messages codés à la radio. Une stèle sur le vieux port commémore ce fait d'arme. Après 1944, le port est en ruines, la chapelle des Pénitents blancs est mutilée, les quais ayant été dynamités par l'armée allemande au matin du débarquement, afin de le rendre inutilisable. Lors de la reconstruction, Philippe Tallien, architecte, remarque des ouvriers qui se préparent à détruire l'arche branlante du marché aux poissons. Il fait tout arrêter, part à Paris, alerte des personnalités influentes qui forment un comité. Sous la houlette du ministre Raoul Dautry, le village est épargné d'une grande avenue de huit mètres de large qui devait le traverser jusqu'à la place des Lices et monter jusqu'à la citadelle.

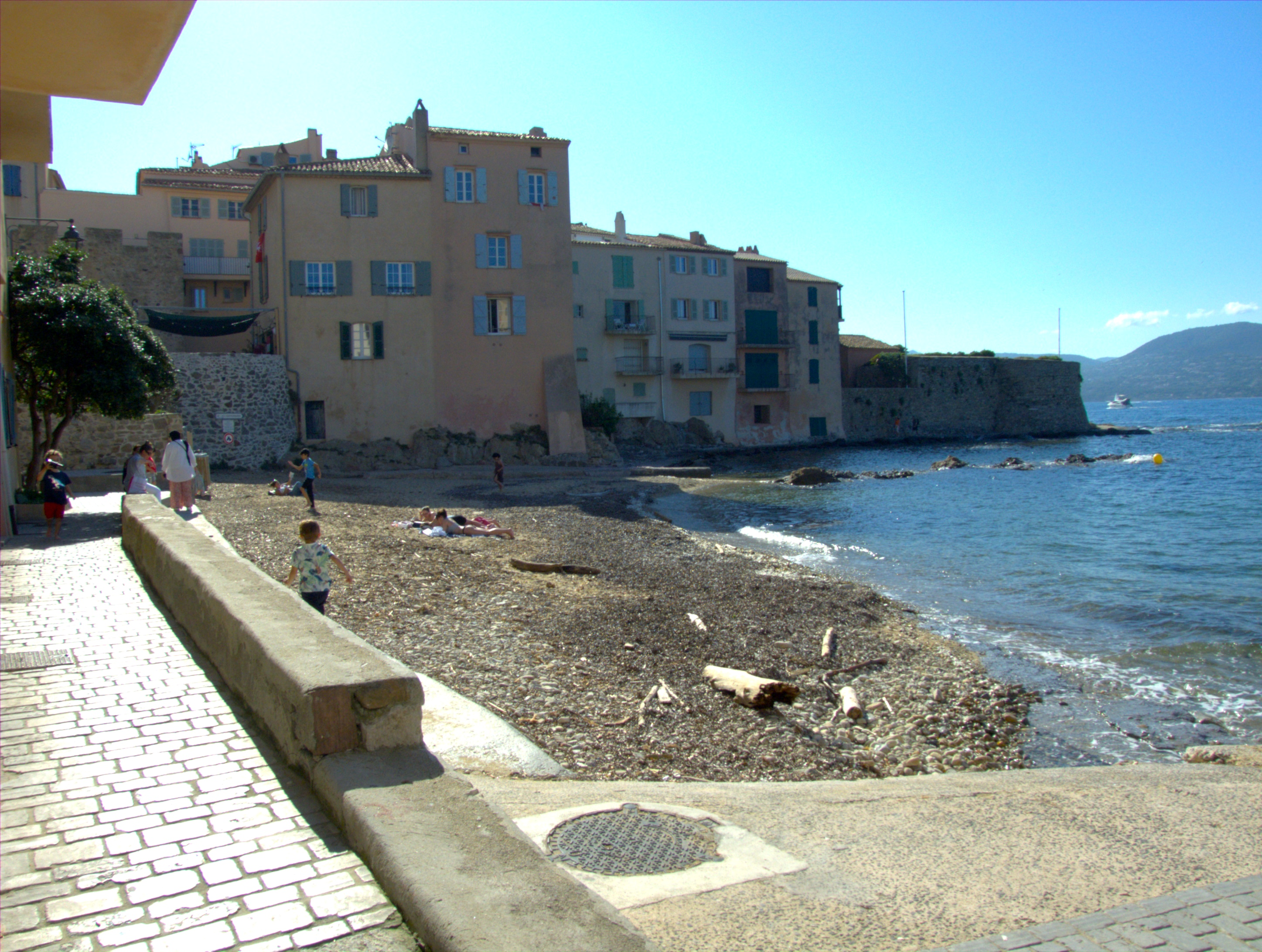
Plage de la Ponche, lieu de tournage de Et Dieu… créa la femme.

Dès les années 1950, Saint-Tropez devient une station balnéaire internationalement connue de la Côte d'Azur, notamment grâce au tournage de Et Dieu… créa la femme en 1956, et à l'engouement qui s'ensuivit par les artistes de la Nouvelle Vague. Le tournage du film « contribue à l’édification d’un mythe » pour ce village qui « bénéficiait déjà depuis plusieurs dizaines d’années d’une grande notoriété », mais « auprès d’un cercle restreint de personnes », depuis que l'écrivain Colette avait découvert au cours de l’été 1925 « le Saint-Tropez des peintres ».
Sur fond de battage médiatique, plusieurs autres films y sont tournés comme La Collectionneuse et La Piscine, ou des films plus populaires, comme La Cage aux folles, La Scoumoune, L'Année des méduses, la série des « Gendarmes ». Le village attire ensuite les Yéyés, puis devient un lieu de villégiature privilégié de la jet set européenne et américaine, ainsi que des touristes en quête d'authenticité provençale ou de rencontres avec des célébrités.
La physionomie du village évolue profondément : d’ancien village de pêcheurs, il se transforme en destination touristique haut de gamme où se multiplient les boutiques de luxe telles que Dior, Louis Vuitton, Fendi, Bulgari, Rimowa... En 2025, LVMH y possède18 adresses, dont des hôtels et restaurants. Le port, autrefois dédié à la pêche, accueille désormais des yachts de plaisance.
Plusieurs stations balnéaires à travers le monde sont surnommées « le Saint-Tropez » de leur pays, en raison de leur fréquentation par la jet Set :
- le Saint-Tropez brésilien, Buzios
- le Saint-Tropez portugais, Cascais
- le Saint-Tropez sicilien, Taormine
- le Saint-Tropez uruguayen, Punta del Este
- les Saint-Tropez ligures, en Italie, Portofino et Portovenere
- le Saint-Tropez du Pernambouc, Olinda

## Politique et administration

### Tendances politiques et résultats
La commune est politiquement fortement à droite avec un plébiscite à chaque élection pour les candidats de la droite parlementaire et une part importante du vote d'extrême droite, notamment lors de l'élection présidentielle de 2002 où le candidat du Front national a obtenu 28,50 % au deuxième tour, résultat conforme aux 28,69 % obtenu dans le département à comparer aux 17,79 % obtenu sur la France entière. À l'élection présidentielle de 2022, Éric Zemmour y réalise 22,42 % des suffrages exprimés, score largement au-dessus de la moyenne nationale (7,27 %).
On constate aussi une nette tendance à renouveler les mandats des candidats en poste, le maire étant réélu depuis 1983 avec une courte interruption au profit du premier adjoint et une préférence pour les « enfants du pays », qu'ils soient de gauche ou de droite.
Élections présidentielles, résultats des deuxièmes tours :
- Élection présidentielle de 2002 : 71,50 % pour Jacques Chirac (RPR), 28,50 % pour Jean-Marie Le Pen (FN), 81,31 % de participation[55].
- Élection présidentielle de 2007 : 78,02 % pour Nicolas Sarkozy (UMP), 21,98 % pour Ségolène Royal (PS), 85,20 % de participation[56].
- Élection présidentielle de 2012 : 79,09 % pour Nicolas Sarkozy (UMP), 20,91 % pour François Hollande (PS), 83,69 % de participation[57].

Élections législatives, résultats des deuxièmes tours :
- Élections législatives de 2002 : 60,92 % pour Jean-Michel Couve (UMP), 21,40 % pour Christian Martin (PS), 64,40 % de participation[58].
- Élections législatives de 2007 : 69,52 % pour Jean-Michel Couve (UMP), 30,48 % pour Michel Pineau (PS), 61,18 % de participation[59].
- Élections législatives de 2012 : 64,99 % pour Jean-Michel Couve (UMP), 35,01 % pour Jean-Louis Bouguereau (FN), 55,85 % de participation[60].

Élections européennes, résultats des deux meilleurs scores :
- Élections européennes de 2004 : 24,32 % pour Françoise Grossetête (UMP), 17,55 % pour Michel Rocard (PS), 38,18 % de participation[61].
- Élections européennes de 2009 : 48,98 % pour Françoise Grossetête (UMP), 12,26 % pour Michèle Rivasi (Les Verts), 37,96 % de participation[62].

Élections régionales, résultats des deux meilleurs scores :
- Élections régionales de 2004 : 47,83 % pour Renaud Muselier (UMP), 29,49 % pour Michel Vauzelle (PS), 67,50 % de participation[63].
- Élections régionales de 2010 : 53,89 % pour Thierry Mariani (UMP), 25,02 % pour Michel Vauzelle (PS), 47,30 % de participation[64].

Élections cantonales, résultats des deuxièmes tours :
- Élections cantonales de 2004 : 69,32 % pour Alain Spada (DVD), 30,68 % pour Louis Foucher (UMP), 67,90 % de participation[65].

Élections municipales, résultats des deuxièmes tours :
- Élections municipales de 2001 : 50,18 % pour Jean-Michel Couve (RPR), 49.82 % pour Jean-Pierre Tuveri (DVD)
- Élections municipales de 2008 : 53,99 % pour Jean-Pierre Tuveri (DVD), 46,01 % pour Michel Mede (DVD), 76,60 % de participation[66].
- Élections municipales de 2014 : 47,2 % pour Jean-Pierre Tuveri (DVD), 29,2% pour Jean-Michel Couve (UMP), 23,7% pour Alain Spada (DVD).

Référendums :
- Référendum de 2000 relatif au quinquennat présidentiel : 68,47 % pour le Oui, 31,53 % pour le Non, 29,60 % de participation[67].
- Référendum de 2005 relatif au traité établissant une Constitution pour l'Europe : 57,54 % pour le Non, 42,46 % pour le Oui, 68,35 % de participation[68].

### Administration municipale
De 2008 jusqu'en octobre 2020, Jean-Pierre Tuveri est le maire de la commune. À la suite de la démission de Jean-Pierre Tuveri pour des raisons de santé, il est remplacé par Sylvie Siri, qui sera élue maire en novembre 2020.
Vingt-sept élus siègent au conseil municipal, dont la maire, huit adjoints, six délégués et onze conseillers municipaux, répartis en vingt élus divers droite constituant la majorité et sept élus d'opposition aussi divers droite.
Composition du conseil municipal de la commune pour la législature 2020-2026 :

Liste DVD de Jean-Pierre Tuvéri: 19 sièges
Liste DVD de Frédéric Blua: 5 sièges
Liste DVD de Véranne Guérin: 3 sièges

### Intercommunalité
La commune fait partie de la communauté de communes du Golfe de Saint-Tropez qui regroupe douze communes.

### Administration locale et autres institutions
Saint-Tropez est le chef-lieu du canton représenté par le conseiller général Alain Spada (DVD), elle est rattachée à la quatrième circonscription du Var représentée par le député Jean-Michel Couve (UMP).
La commune dépend du tribunal de commerce de Fréjus, du tribunal de proximité de Fréjus, du conseil de prud'hommes de Fréjus et du tribunal judiciaire de Draguignan, de la cour d'appel d'Aix-en-Provence.

### Finances communales
En 2006, les taux d'imposition s'élevaient à 11,37 % pour la taxe d'habitation, 11,42 % et 35,72 % pour la taxe foncière (bâti et non bâti), 15,90 % pour la taxe professionnelle.

#### Budget et fiscalité 2023
En 2020, le budget de la commune était constitué ainsi :
- total des produits de fonctionnement : 31 399 000 €, soit 7 073 € par habitant ;
- total des charges de fonctionnement : 32 270 000 €, soit 7 270 € par habitant ;
- total des ressources d'investissement : 10 907 000 €, soit 2 457 € par habitant ;
- total des emplois d'investissement : 13 492 000 €, soit 3 039 € par habitant ;
- endettement : 44 048 000 €, soit 9 923 € par habitant.

Avec les taux de fiscalité suivants :
- taxe d'habitation sur les résidences secondaires : 20,08 % ;
- taxe foncière sur les propriétés bâties : 12,80 % ;
- taxe foncière sur les propriétés non bâties : 41,96 % ;
- taxe additionnelle à la taxe foncière sur les propriétés non bâties : 35,33 % ;
- cotisation foncière des entreprises : 26,96 %.

Chiffres clés Revenus et pauvreté des ménages en 2019 : médiane en 2019 du revenu disponible, par unité de consommation : 24 120 €.

### Jumelages
Saint-Tropez est jumelée avec la commune de Vottoriosa (Il-Birgu) située sur l'île de Malte.

## Équipements et services publics

### Enseignement
École maternelle l’Escouleto, école primaire Les Lauriers, collège d’enseignement secondaire du Moulin-Blanc et école Sainte-Anne.
Plus de 1 000 élèves répartis entre écoles maternelles, écoles primaires et un collège.

### Santé
Centre communal d’action sociale, Foyer des Aînés.

## Population et société

### Démographie

#### Évolution démographique
L'évolution du nombre d'habitants est connue à travers les recensements de la population effectués dans la commune depuis 1793. Pour les communes de moins de 10 000 habitants, une enquête de recensement portant sur toute la population est réalisée tous les cinq ans, les populations de référence des années intermédiaires étant quant à elles estimées par interpolation ou extrapolation. Pour la commune, le premier recensement exhaustif entrant dans le cadre du nouveau dispositif a été réalisé en 2005.

En 2022, la commune comptait 3 586 habitants, en évolution de −16,59 % par rapport à 2016 (Var : +4,98 %, France hors Mayotte : +2,11 %).
| 1793  | 1800  | 1806  | 1821  | 1831  | 1836  | 1841  | 1846  | 1851  |
| ----- | ----- | ----- | ----- | ----- | ----- | ----- | ----- | ----- |
| 3 629 | 3 156 | 3 319 | 3 360 | 3 736 | 3 637 | 3 538 | 3 647 | 3 595 |

| 1856  | 1861  | 1866  | 1872  | 1876  | 1881  | 1886  | 1891  | 1896  |
| ----- | ----- | ----- | ----- | ----- | ----- | ----- | ----- | ----- |
| 3 640 | 3 558 | 3 739 | 3 532 | 3 531 | 3 545 | 3 636 | 3 533 | 3 599 |

| 1901  | 1906  | 1911  | 1921  | 1926  | 1931  | 1936  | 1946  | 1954  |
| ----- | ----- | ----- | ----- | ----- | ----- | ----- | ----- | ----- |
| 3 704 | 3 708 | 3 704 | 3 842 | 4 324 | 4 589 | 4 102 | 4 161 | 4 925 |

| 1962  | 1968  | 1975  | 1982  | 1990  | 1999  | 2005  | 2006  | 2010  |
| ----- | ----- | ----- | ----- | ----- | ----- | ----- | ----- | ----- |
| 5 668 | 6 130 | 5 427 | 6 213 | 5 754 | 5 444 | 5 635 | 5 612 | 4 532 |

| 2015  | 2020  | 2022  | - | - | - | - | - | - |
| ----- | ----- | ----- | - | - | - | - | - | - |
| 4 305 | 3 600 | 3 586 | - | - | - | - | - | - |

L'évolution est atypique avec une grande stabilité au XIXe siècle, pas de fléchissement à la suite de la Première Guerre mondiale mais au contraire une augmentation constante durant les 70 premières années du XXe siècle suivie d'une stabilisation.

#### Pyramide des âges
La population de la commune est relativement âgée.
En 2018, le taux de personnes d'un âge inférieur à 30 ans s'élève à 21,1 %, soit en dessous de la moyenne départementale (30,2 %). À l'inverse, le taux de personnes d'âge supérieur à 60 ans est de 43,0 % la même année, alors qu'il est de 32,5 % au niveau départemental.
En 2018, la commune comptait 1 842 hommes pour 2 261 femmes, soit un taux de 55,11 % de femmes, largement supérieur au taux départemental (51,95 %).
Les pyramides des âges de la commune et du département s'établissent comme suit.
| Hommes | Classe d’âge | Femmes |
| ------ | ------------ | ------ |
| 1,8    | 90 ou +      | 4,0    |
| 14,5   | 75-89 ans    | 17,2   |
| 23,2   | 60-74 ans    | 24,6   |
| 22,9   | 45-59 ans    | 20,2   |
| 14,4   | 30-44 ans    | 14,6   |
| 9,9    | 15-29 ans    | 9,6    |
| 13,3   | 0-14 ans     | 9,8    |

| Hommes | Classe d’âge | Femmes |
| ------ | ------------ | ------ |
| 1      | 90 ou +      | 2,3    |
| 10,1   | 75-89 ans    | 12,6   |
| 19,7   | 60-74 ans    | 21     |
| 20     | 45-59 ans    | 19,9   |
| 17,3   | 30-44 ans    | 16,7   |
| 15,4   | 15-29 ans    | 13,2   |
| 16,4   | 0-14 ans     | 14,3   |

### Équipements et clubs sportifs
- Plusieurs associations sportives (voile[90], natation, etc.).
- La commune dispose d'un complexe sportif, gymnase[91], salle de musculation, piscine, un dojo, deux stades, des tennis et un centre de voile[92].
- Il existe aussi le club de polo : Polo Club de Saint-Tropez-Haras de Gassin.

### Vie associative
De nombreuses associations sont implantées à Saint-Tropez dont les principales sont : Les Amis de La Bravade et des Traditions Tropéziennes (maintien des traditions), Lou Rampeu De Sant-Troupes (groupe folklorique), Les Fifres et Tambours de Saint-Tropez (musique traditionnelle), Passions & Traditions (loisirs créatifs), La Troupelenco (culture provençale), Les Tréteaux de Saint-Tropez (compagnie théâtrale)…
Cimetière marin transplanté depuis le « Pré des Pêcheurs » à son actuel emplacement à partir de 1815.

### Médias

#### Stations de radio
La station de radio NRJ dispose d'une antenne locale nommée « NRJ Saint-Tropez » mais dont les bureaux se trouvent en fait à Gassin.

#### Télévision
Avant la mise en place de la TNT, la commune de Saint-Tropez était dans le bassin d'émission de TMC et France 3 Méditerranée.

#### Presse locale
Le Var-Matin dispose de bureaux dans la commune et édite une édition locale. La commune accueille aussi les locaux de La Revue du Golfe de Saint-Tropez.

### Équipements culturels
Outre les équipements de santé ou de sport, la commune dispose :
- d'un cinéma[96] ;
- d'une bibliothèque municipale ;
- d'un centre aéré ;
- d'un centre de loisirs pour la jeunesse[82] ;
- du musée d'Art pictural de l'Annonciade.

### Cultes

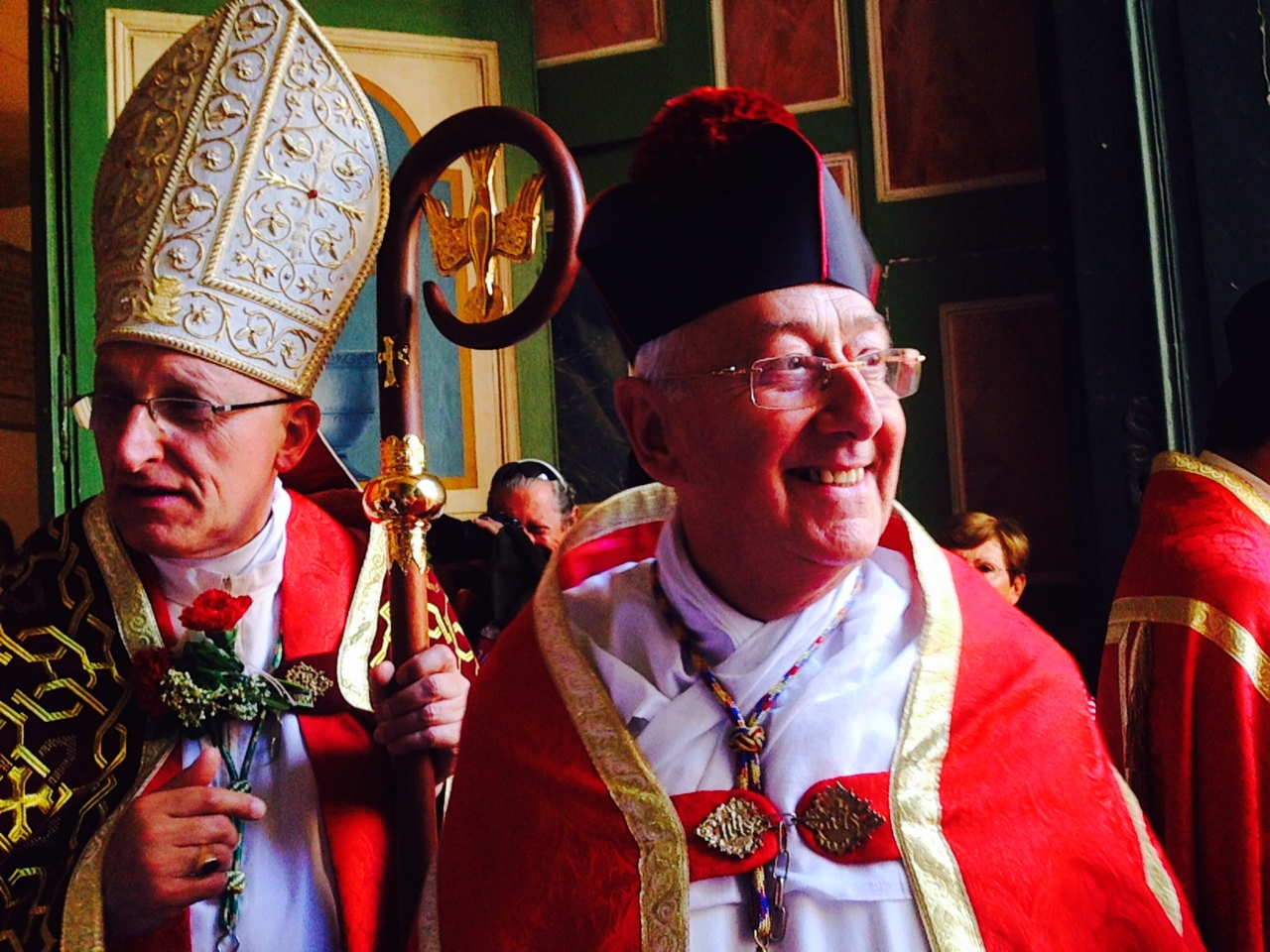
L'évêque de Fréjus, Dominique Rey, et le curé de Saint-Tropez, Michel Hayes, aux Bravades de Saint-Tropez en 2015.

#### Culte catholique
La paroisse de Saint-Tropez se dénomme « Paroisse Notre-Dame de l'Assomption » et dépend du diocèse de Fréjus-Toulon.
Les édifices de rite catholique romain sont l'église Notre-Dame-de-l'Assomption et la chapelle Sainte-Anne (pèlerinages - bravades 1815 et jour de Sainte-Anne, 17 et 18 mai, messe solennelle et d'action de grâce).

#### Culte protestant
- Le culte protestant est annoncé à l'entrée de la ville[98] et comprend un édifice, un temple construit vers 1930.

#### Autres cultes
- La synagogue de Saint-Tropez se trouve à l'entrée de la ville, à la hauteur du Pilon. Elle est dirigée par le rabbin Daniel Belaïch, et se trouve sous l'égide de l'Union des communautés israélites Côte d'Azur Ouest dirigée par le rabbin Mendel Matusof[99].

## Économie
- Antenne de la Chambre de commerce et d'industrie du Var.

Saint-Tropez est une commune viticole du vignoble de Provence. Sur son aire géographique peuvent être produits les vins : AOC Côtes de provence et les IGP Var, Maures et Méditerranée.

### Activités et emplois
Au recensement de 1999, Saint-Tropez comptait 4 061 emplois, chiffre en baisse de 10,2 % par rapport au recensement précédent (1999). Il s'agissait de salariés pour 81,3 %.
Le secteur tertiaire est de loin le secteur dominant avec 82,4 % des emplois, suivi par l'industrie et la construction (15,3 %) et enfin en position marginale, l'agriculture (2,3 %).
Les principales activités pourvoyeuses d'emplois sont les hôtels-restaurants (15,3 %), le commerce de détail/réparations (14,8 %), l'administration publique (13,5 %), la construction (6 %), les services personnels et domestiques (5,9 %), la construction navale (5,8 %), la santé et l'action sociale (5,8 %), le conseil et assistance (5,7 %) et l'immobilier (4,9 %).
Ces emplois relèvent en majorité (56,3 %) des catégories employés et ouvriers, et pour 19,4 % des professions intermédiaires et pour 14,5 % des artisans, commerçants et chefs d'entreprises.
En 1999, la population active comptait 2 648 personnes, dont 14,2 % de chômeurs et 85,6 % ayant un emploi, soit un taux d'activité de 55,6 %.

### Tourisme

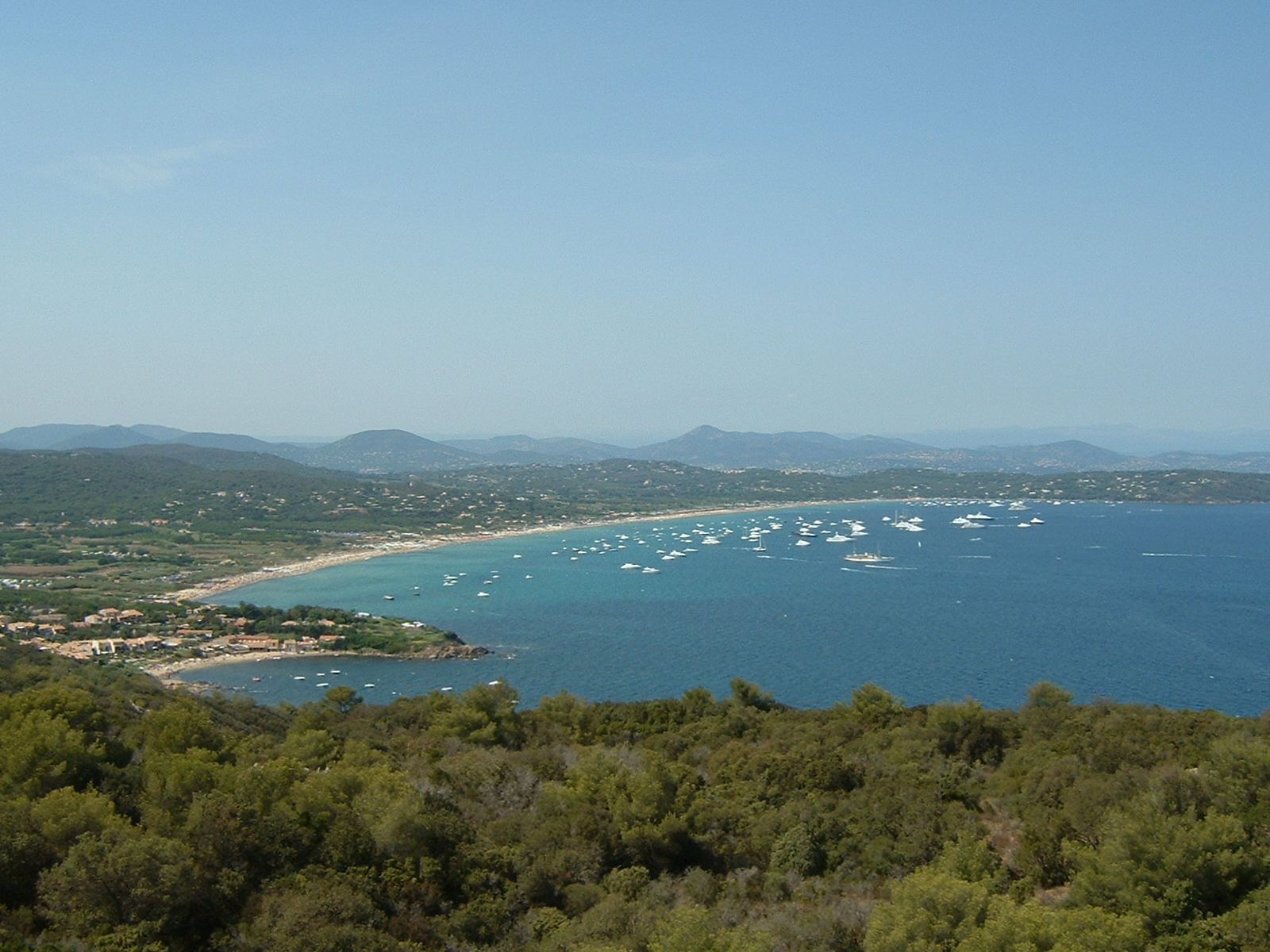
Plage de Pampelonne.

La commune est située dans le premier département touristique de France. Depuis les années 1950, la commune est devenue une station balnéaire plébiscitée par la jet set et les artistes. Pour répondre à cette catégorie de clientèle, elle dispose sur son territoire de onze hôtels classés cinq étoiles, dont les célèbres Hôtel Byblos et le château de la Messardière, classés palaces, et Cheval Blanc St-Tropez.
Comme dans d'autres communes du Golfe de Saint-Tropez très visitées en saison, le Conservatoire du littoral, propriétaire des espaces remarquables, s'est inquiété d'une forte fréquentation estivale. Sylvie Siri, maire de la commune, souhaite que les services soient dimensionnés aux pics de fréquentation de plus de 100 000 personnes par jour, en constatant que le village s’est organisé depuis des décennies dans cette voie au fil des générations.
La commune abrite également huit hôtels quatre étoiles et onze hôtels trois étoiles.
La commune aimerait développer le tourisme d'affaire.

### Industrie de la mode

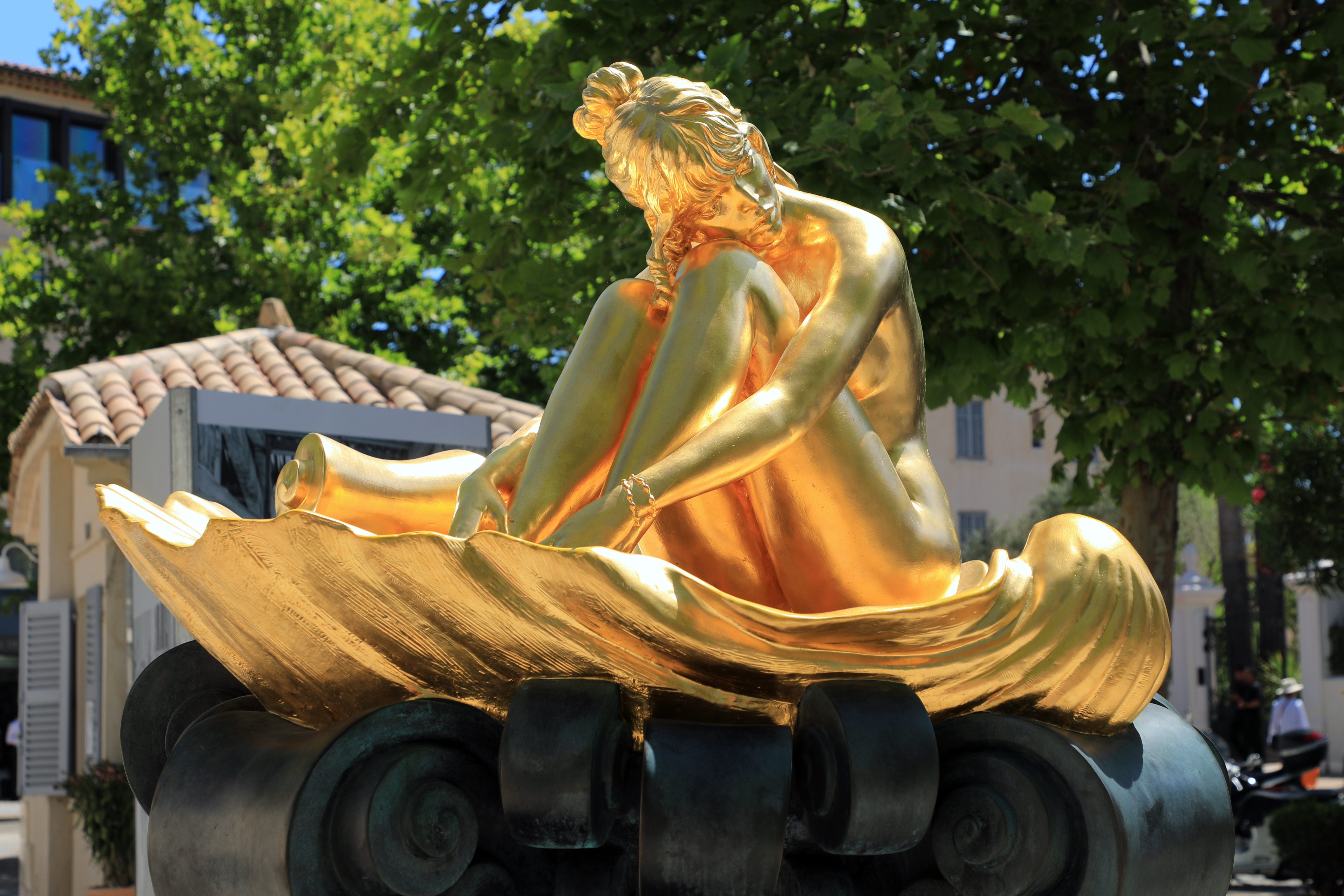
Statue à l’effigie de Brigitte Bardot à Saint-Tropez.

La dynastie des créations Vachon : Claire Vachon s'installe à Saint-Tropez en 1919. Sa fille Manine a l'esprit créatif et crée une mode méditerranéenne qui enthousiasme la Nouvelle Vague. Au début des années 1950, le grand public découvre la mode et le mannequin de 16 ans, Brigitte Bardot. La mode est simple, décontractée, la cravate interdite. Un pharmacien à la retraite a en sa possession 40 000 planches de bois cloutées pour les impressions provençales au maillet, dont certaines dataient du XVIe siècle qu'il exploite avec Manine Vachon. Paul Poiret s'inspira de la tonalité des foulards. En 1963, après 40 ans de création, Manine se retire. Tout ce que portait Brigitte Bardot était reproduit. Chaque année il y avait une nouvelle couleur à la mode et un style comme l'année gitane, l'année ancre de marine, hippie…
Après Mme Vachon, se succédèrent bien d'autres maisons de créations comme Choses d'Albert et Vicky Rémy, qui ont ouvert la boutique en 1957 à côté de Sénéquier. La maison sera vendue en 1978.

### L'art et Saint-Tropez

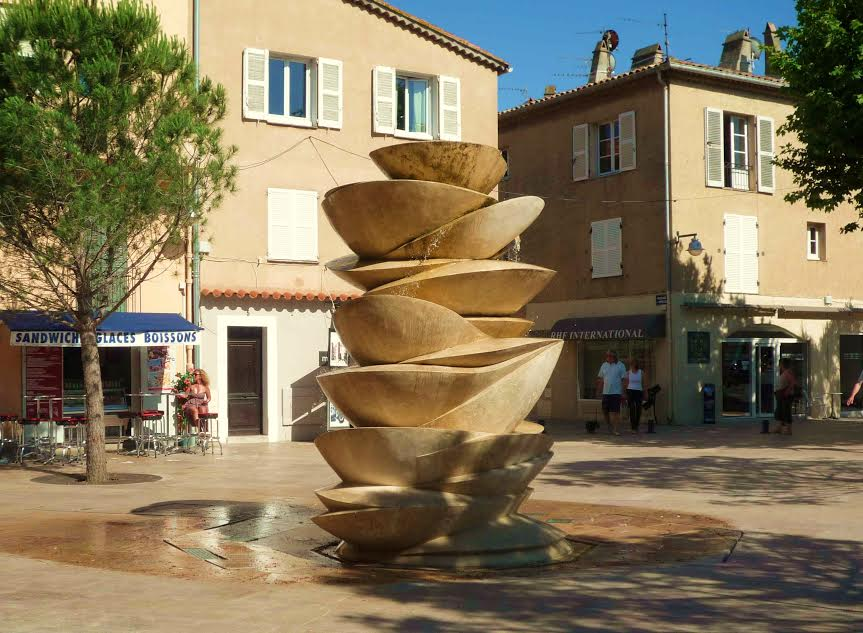
Sculpture-fontaine Spirale, Jean-Yves Lechevallier.

Saint-Tropez joue un rôle majeur dans l'histoire de l'Art Moderne. Paul Signac découvre cet endroit baigné de lumière et incite des peintres comme Matisse, Bonnard ou Marquet à venir à Saint-Tropez. C'est ici que le pointillisme et le fauvisme voient le jour. Cette évolution est parfaitement documentée au musée de l'Annonciade. Un musée destiné aux œuvres des peintres ayant séjourné à Saint-Tropez est en projet. Saint-Tropez reste un point d'attraction pour les générations futures. Bernard Buffet, David Hockney, Donald Sultan vivaient et travaillent à Saint-Tropez. Aujourd'hui, Stefan Szczesny a élu domicile à Saint-Tropez et travaille dans la continuité de cette tradition. Les écrivains Colette et Françoise Sagan ont été inspirées par Saint-Tropez.
Aujourd'hui la sculpture-fontaine Spirale de l'artiste Jean-Yves Lechevallier orne la place Celli.

## Activités

### Le Paradis Porsche
Chaque année, Saint-Tropez est le lieu d'un rassemblement, le « Paradis Porsche », sur un week-end, des amateurs de cette marque de voitures,.

### Les Voiles de Saint-Tropez
Les Voiles de Saint-Tropez (à l'origine la Nioulargue) est une manifestation nautique de renommée internationale qui réunit chaque année début octobre des amoureux de la voile et des traditions maritimes. Durant une semaine, des régates des voiliers de tradition (swans, ketchs et goélettes) dont certains ont été construits dans les années 1900, côtoient les voiliers les plus modernes. Depuis sa création en 1981, plus de 250 concurrents (dont la plupart ont participé auparavant à la Coupe de l'America) se pressent chaque année pour participer à cette course dont le trajet débute à la tour du Portalet pour contourner le haut-fond signalé par la bouée de la Nioulargue (le nid au large en provençal) et revenir au port.

### Polo (sport équestre)
Le Polo Club de Saint-Tropez accueille les tournois parmi les plus relevés de France, dont les deux seuls avec des handicaps 15-18 (la Côte d'Azur Cup et l'Open du Soleil).

### Golf
Le golf de Saint-Tropez comprend un parcours de 18 trous (par 71) de 6 049 mètres dessiné par Gary Player.

## Culture locale et patrimoine

### Patrimoine architectural

#### Patrimoine civil

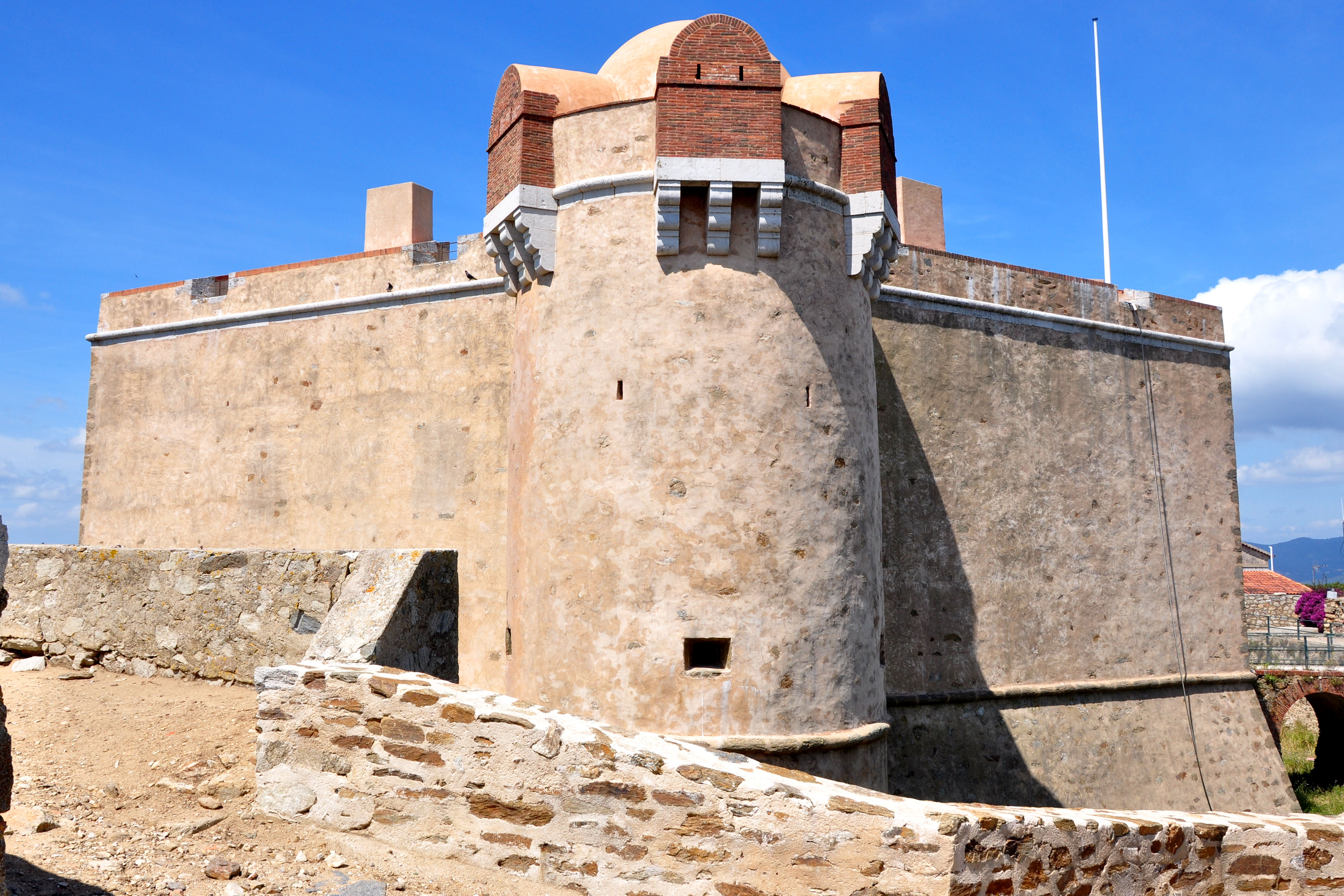
Citadelle de Saint-Tropez.

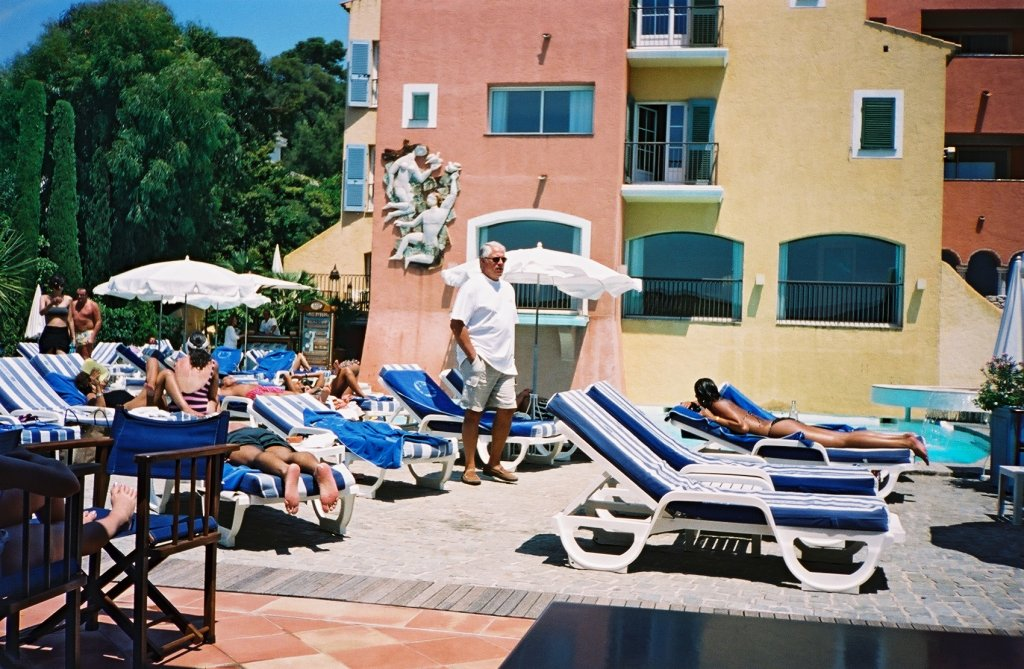
Piscine de l'hôtel Byblos.

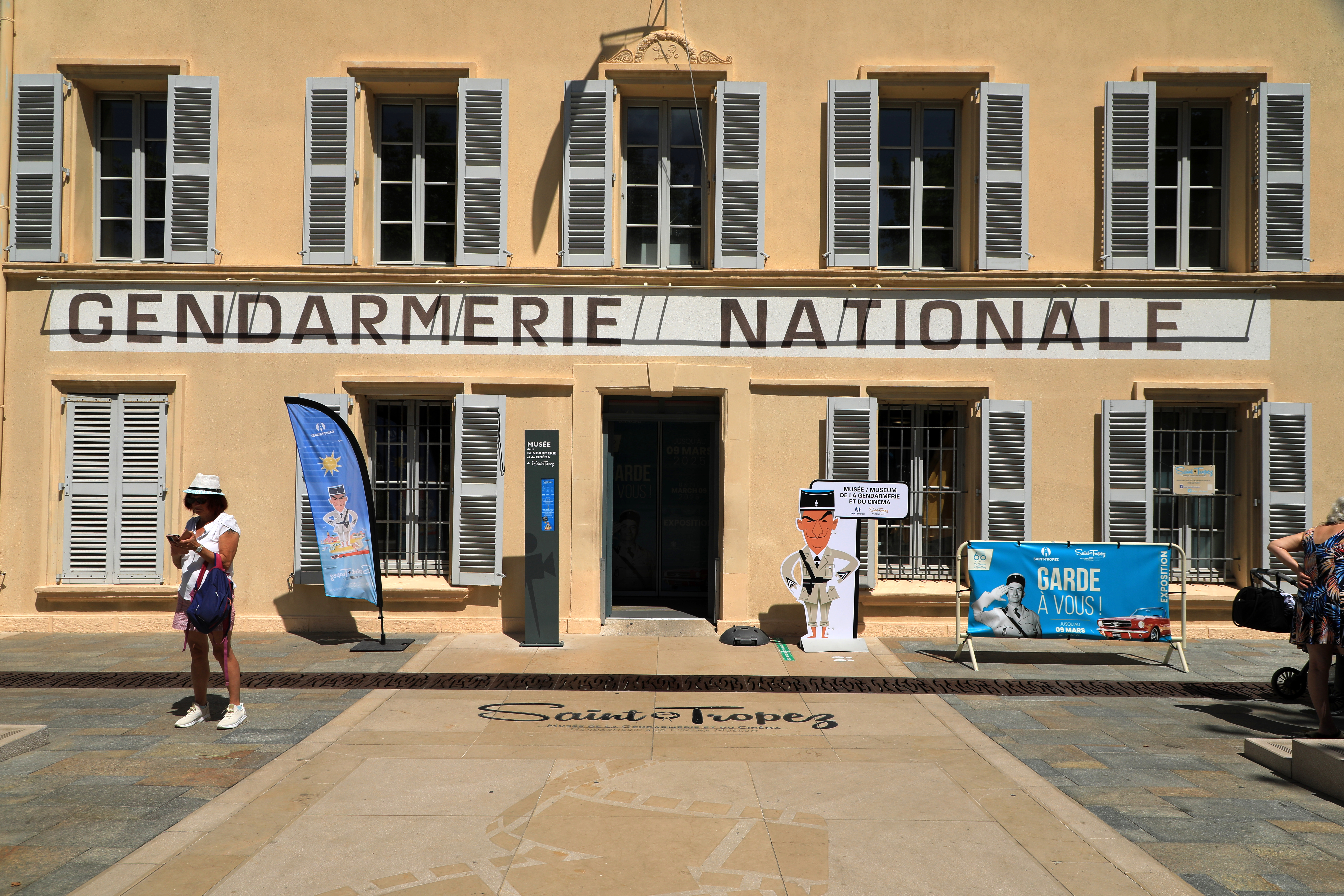
Ancienne gendarmerie de Saint-Tropez devenue le musée de la Gendarmerie et du Cinéma de Saint-Tropez.

- La porte du Revelen était l'une des entrées du village contrôlée par le Corps de Garde
- La citadelle de Saint-Tropez[115],[116] et son « musée de la marine » : du pied des remparts, la citadelle offre un beau panorama sur la ville, le golfe et le massif des Maures. 
Achetée par la ville à l'État en 1993, elle fait depuis l'objet d'un programme de restauration.
- La tour Guillaume ou tour Suffren[117]
- La tour du Portalet ou tour Daumas : XVIe siècle[118],[119]
- La tour Jarlier[120],[121] à l'origine s'appelait « de l'aire du commun » : le terre-plein jouxtant la tour Jarlier était utilisé pour battre le blé ou d'autres activités paysannes. La tour est en forme de proue de navire
- La rue du Portail-Neuf et les trois arcs-boutants de la chapelle de la Miséricorde[122] : le dôme est en tuiles vernissées et la porte est ornée de serpentine, marbre vert sombre, ornement typique du pays.
- La rue Gambetta percée au XVIIIe siècle durant l'âge d'or de Saint-Tropez, les grandes familles de navigateurs et de marchands s'y faisaient construire des hôtels particuliers.
- L'hôtel Byblos construit au début des années 1960 par l'hôtelier libanais Jean Prosper Gay-Para.
- Le port, son phare[123] et le café Sénéquier, institution locale.
- La place des Lices[124],[125] avec ses cafés et restaurants.
- La maison des Papillons[126] : à l'initiative du peintre Dany Lartigue, le fils du photographe Jacques Henri Lartigue, une collection de près de 20 000 papillons est présentée dans des tableaux recréant l'environnement des papillons.
- La Madrague, propriété de Brigitte Bardot.
- La Mandala, villa ayant appartenu à Bernard Tapie.
- L'hôtel Latitude 43 construit en 1932 par l'architecte Georges-Henri Pingusson.
- Le site de l'ancienne gendarmerie, lieu de tournage de films transformé en musée de la Gendarmerie et du Cinéma de Saint-Tropez.

##### La Citadelle

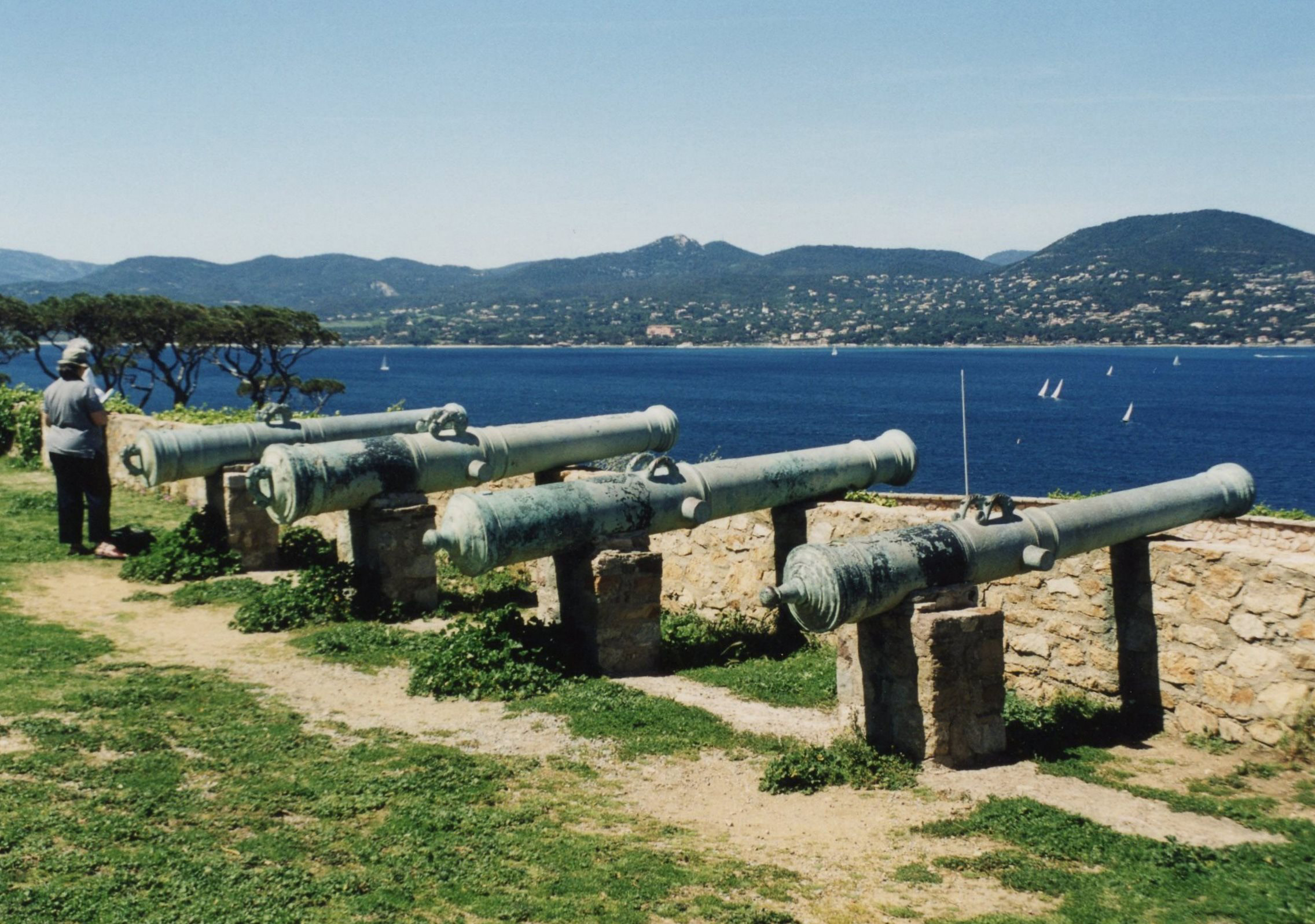
Canons de la Citadelle.

Le site est classé au titre des Monuments historiques depuis 1995.
Les Tropéziens constamment aux prises avec les pirates, les corsaires, les Turcs demandèrent par lettre patente la construction de la citadelle. Elle fut détruite par les troupes du duc de Guise alors que les Tropéziens étaient restés fidèles au roi.
En 1592, La Valette, gouverneur de Provence propose la fortification de la colline dite des Moulins et de la Bourgade ; la construction commence mais déplaît aux Tropéziens qui déposent en 1594 une requête auprès du roi en s'engageant à défendre la ville en compensation de la destruction de la citadelle. Henri IV le 6/9/1596 accepte mais la guerre d'Espagne avait repris l'année précédente et Épernon, gouverneur de Provence, disgracié par Henri IV se retranche dans la citadelle avec les rebelles. Le duc de Guise entreprend le siège et sauvera la citadelle. Le siège de la citadelle met fin à la résistance et malgré de nouvelles démarches pour sa démolition.
En 1602, l'ingénieur royal, Raymond de Bonnefons, entreprit la construction d'une grosse tour, appelé aujourd'hui donjon. Elle est caractéristique des fortifications côtières de cette époque. Dans les années 1620-30, la grande enceinte est achevée.
En 1652, durant les troubles de la Fronde, la Citadelle est à nouveau attaquée par le régiment d'Entraigues qui prend le parti de la Fronde ; les Tropéziens résistent amenant la capitulation. La fin de la guerre civile ramène le calme en Provence.
En 1742 cinq galères espagnoles sont coulées dans le port par les Britanniques. La Citadelle démunie de canons ne peut intervenir. Elle devient le magasin général pour l'approvisionnement des armées en Italie du maréchal de Bellisle et elle est occupée en 1793 par les Tropéziens pendant la révolte fédéraliste.
Durant le premier Empire, la marine anglaise n'osa pas s'aventurer dans les eaux tropéziennes car l'artillerie des canonniers des garde-côtes y était présente.
Après 1873, la forteresse perd son aspect stratégique car elle n'est plus efficace au tir des nouveaux obus explosifs remplaçant les boulets traditionnels.

##### La plage de la Ponche
C'est le site de tournage du film Et Dieu… créa la femme.

##### Le port

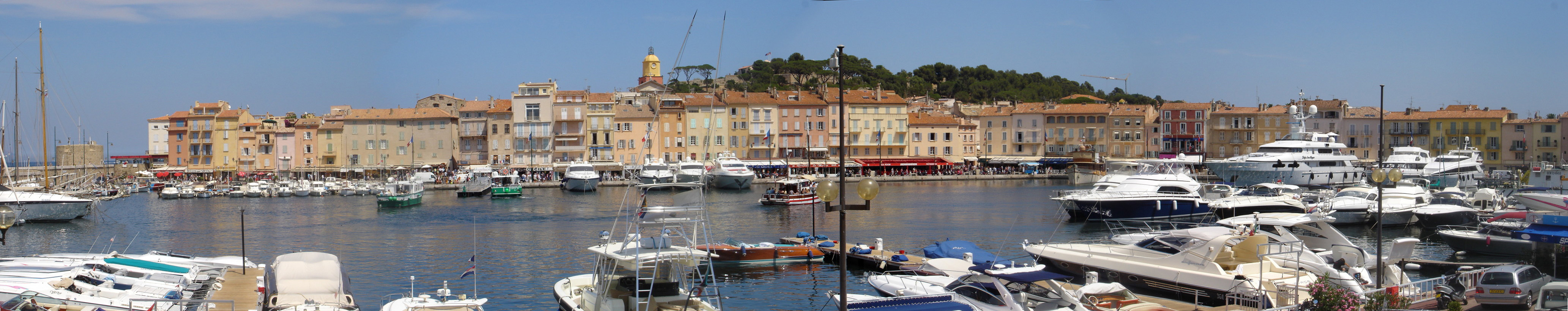
Port de Saint-Tropez.

En 1789, le port comptait 80 navires, le trafic était intense et les activités portuaires et agricoles étaient florissantes. Les Tropéziens n'étaient pas des gens ordinaires, à la fois marins et guerriers. En 1860 le fleuron de la marine marchande se nommait La Reine des Anges un trois-mâts de 740 tonneaux. Avant 1914 Saint-Tropez est le 17e port marchand de France, les trois-mâts, les bricks italiens, viennent s'approvisionner.

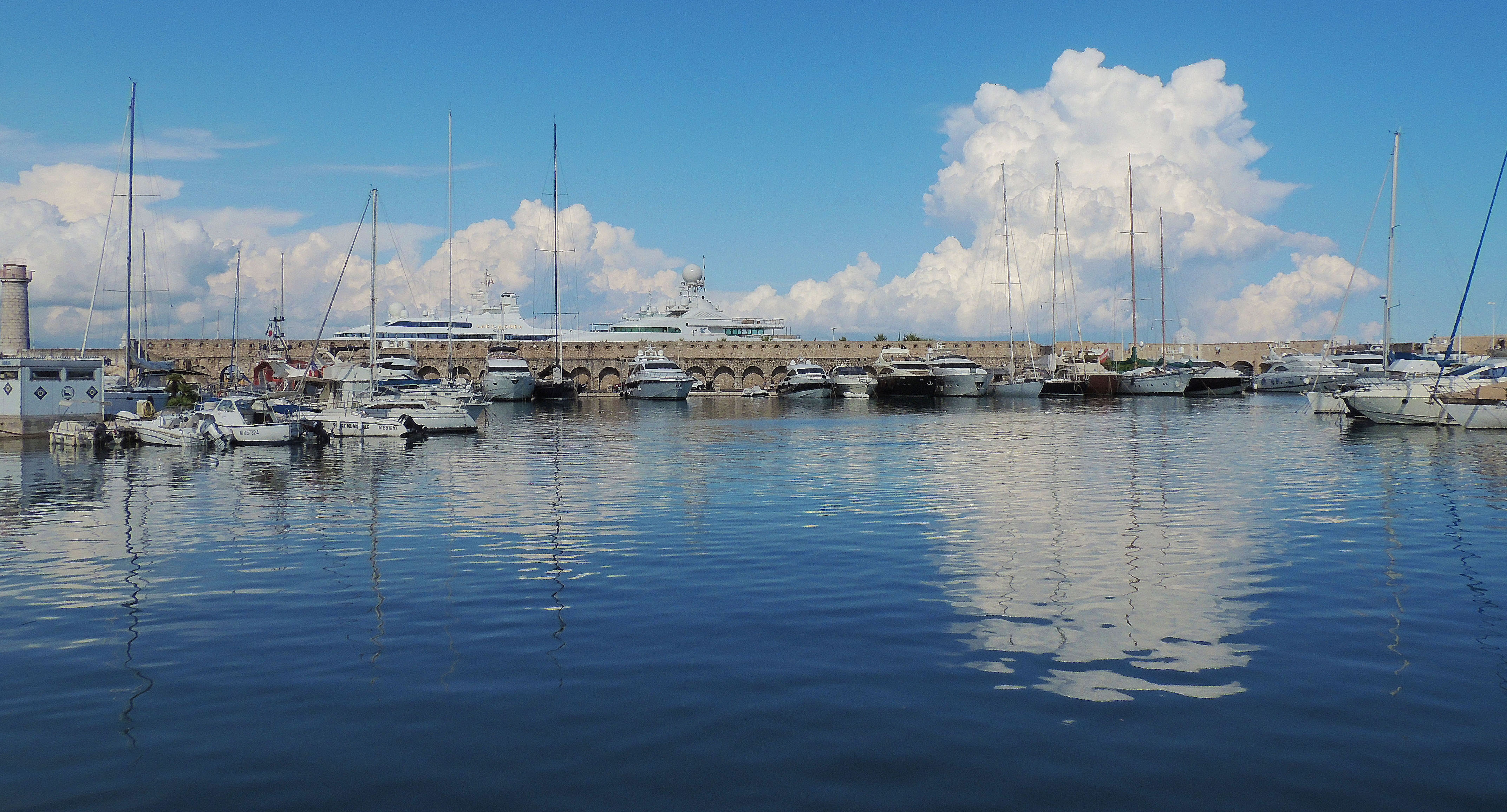
Môle d'Estienne d'Orves.

Les chantiers navals construisaient des tartanes et des trois-mâts de 1000 à 1200 tonneaux qu'il fallait hâler et toute la population était appelée par les cloches et le roulement des tambours pour la mise à l'eau. Les commerces de vin, de liège, de bois, l'installation d'importantes poissonneries, d'une fabrique de bouchons de liège, l’usine des câbles sous-marins aux Canebiers (la TSF y met fin), une école d'hydrographie (transférée).

##### L'usine de torpilles
En 1907, Schneider conçoit à Saint-Tropez le centre français des études et essais de torpilles. Les particularités de la côte, les fonds, l'environnement et le climat se prêtent aux essais de « navigation » des engins, pratiquement uniques en France. La première commande de torpilles pour la Marine est passée en 1914. C'est en application de la loi du 11 août 1936 sur la nationalisation de la fabrication des matériels de guerre que furent pris les décrets d'expropriation de Saint-Tropez. La Marine prend possession de l'usine de torpilles le 4 février 1937.

#### Patrimoine religieux

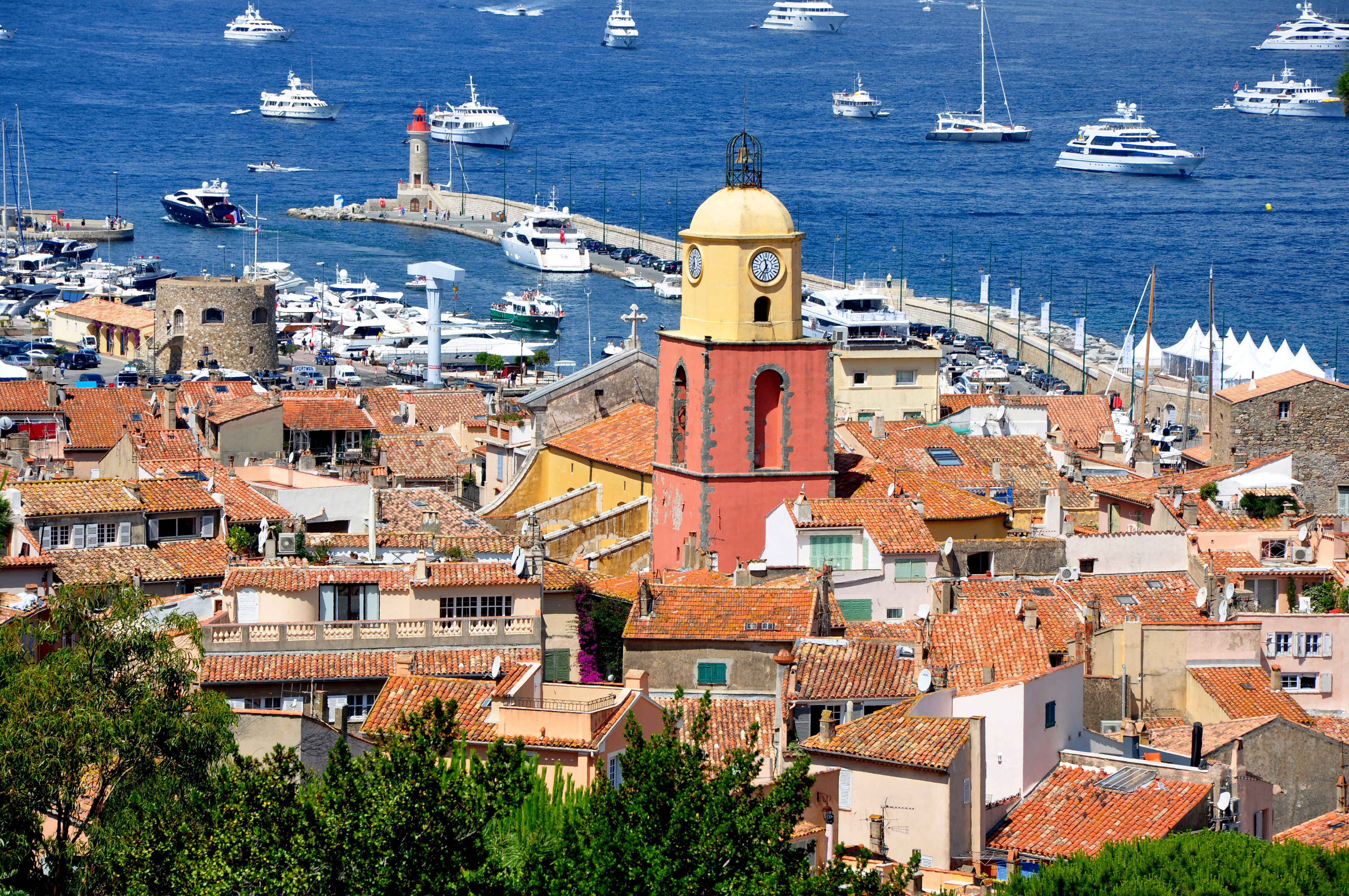
Église Notre-Dame-de-l'Assomption de Saint-Tropez.

- L'église Notre-Dame-de-l'Assomption de Saint-Tropez du XVIIIe siècle de style baroque italien, abrite, un buste de saint Tropez entouré de vieux tromblons de la Bravade et un orgue de 1870[128],[129],[130],[131]. Un campanile couronne le sommet du clocher[132],[133],[134]. La façade est étonnante par la statue de saint Tropez en centurion romain.
- Les chapelles et oratoires :
  - Chapelle Sainte-Anne : construite au début du XVIIe en action de grâces, après une épidémie de peste qui épargna la ville. Le jour de la Libération par les alliés et les résistants de la brigade des Maures, le 15 août est célébré chaque année après une retraite au flambeau[135],[136],[137].
  - Chapelle de Pénitents Noirs de la Miséricorde[122],[138].
  - Chapelle Saint-Elme, Saint-Mème[139].
  - Chapelle Saint-Joseph[140].
  - Chapelle Saint-Tropez dite chapelle du Couvent Saint-Tropez[141],[142].
  - Chapelle Saint-Eloy[143].
  - Oratoire Sainte-Anne[144].
  - Chapelle de Pénitents Blancs de l'Annonciade[145],[146].

Le musée de l'Annonciade : la chapelle de l'Annonciade est construite entre 1510 et 1558 par la confrérie des Pénitents Blancs,. Elle est dépouillée au XIXe siècle : le maître-autel part à Sainte-Maxime, les boiseries sont utilisées pour l'église paroissiale, les ornements d'argent partent à Fréjus et en 1821, le clocher est abattu. En 1908 André Dunoyer de Segonzac est conservateur du musée. Georges Grammont, riche industriel et collectionneur éclairé, obtient de la ville la libération de la chapelle de l'Annonciade et la fait aménager à sa charge. Le musée est inauguré en juillet 1955 et en août Georges Grammont fait don au musée des pièces majeures de sa collection. Le musée de l'Annonciade témoigne de l'École française et se place à l'avant-garde des mouvements innovateurs.
- La chapelle Saint-Tropez-des-Platanes.
- La synagogue de Saint-Tropez[150].
- Le temple protestant, construit vers 1930[151]

#### Monuments commémoratifs
- Monuments aux morts[152],[153],[154],[155].
- Plaque commémorative Espace Jean-Despas, plaque de rue[156].
- Cimetière marin[157].
- Monument dit stèle des Commandos[158].
- Buste de Jean-François Allard[159].
- Tombe Bannou Pan Deï, nièce du roi de Lahore, épouse du général Jean-François Allard, inhumée au cimetière marin de Saint-Tropez
- Monument dit statue du bailli de Suffren[160].
- Monument à Frédéric Mistral[161].

### Patrimoine culturel

#### La Bravade

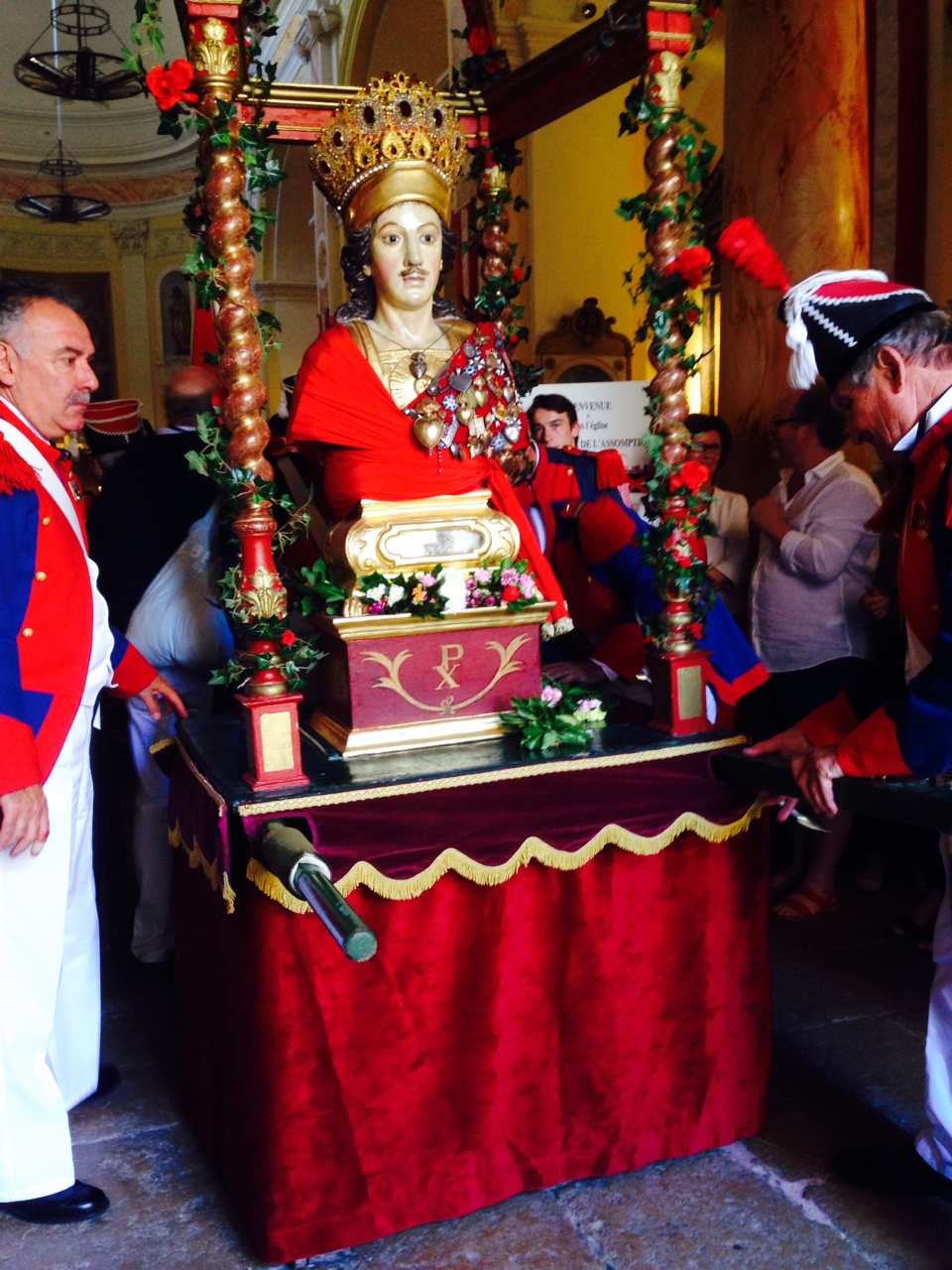
Buste de saint Tropez lors de la Bravade.

##### Historique
En l'an 68 après Jésus-Christ, le chevalier Torpes (saint Tropez de Pise), natif de Pise, intendant de l’empereur Néron, se convertit au christianisme. Comme il refusait de renier sa nouvelle foi, Néron, furieux, ordonna de le décapiter. Sa tête, après avoir été précipitée dans l'Arno, fut recueillie par des mains pieuses ; elle est aujourd'hui à Pise. Son corps, placé entre un coq et un chien au fond d'une barque vermoulue, fut abandonné au gré des flots et vint s'échouer le 17 mai sur les rivages d'Héracléa (ancien nom de Saint-Tropez, ce dernier dérivé de Torpès).
Pendant de nombreuses années, les pirates écumèrent les côtes méditerranéennes. Il devint nécessaire d'avoir un chef de guerre et, en 1558, le conseil de la communauté décida de désigner sous le nom de capitaine de ville, le chef de la milice locale chargé de recruter et commander les hommes nécessaires à la défense de la cité. Depuis 1558, chaque lundi de Pâques, le conseil municipal procède à l'élection d'un capitaine de ville. Pendant plus d'un siècle, les capitaines de ville et leur milice tropézienne assurèrent la défense locale et s'opposèrent victorieusement aux nombreuses attaques venues aussi bien de l'intérieur que de l'extérieur. Les pouvoirs qui leur étaient reconnus dans la ville de Saint-Tropez furent confirmés par des lettres patentes de tous les rois de France jusqu'à Louis XIV. Sous le régime de celui-ci, la milice locale fit place à une garnison royale installée à la citadelle.
Mais en cessant de faire usage de leurs armes pour la défense de leur cité, les Tropéziens les conservèrent pour honorer leur saint patron. Le capitaine de ville continua à se mettre à la tête de la Bravade, grande fête patronale du 17 mai, et les habitants ne furent que plus zélés à reprendre ce jour-là le costume et les armes qu'ils avaient jusqu'alors portés. Depuis, la ville de Saint-Tropez voit chaque année ses habitants en armes revêtir leurs uniformes de soldats et marins et faire retentir leurs tromblons et fusils en l'honneur du saint, comme à l'époque où ils allaient au combat ou à celle où, en pareil jour de fête, ils protégeaient d'attaques éventuelles la procession se rendant à la chapelle de Saint-Tropez située hors les murs.
Cette Bravade, issue des libertés de Saint-Tropez, communion de toute une population dont l'histoire lointaine ou récente n'est qu'héroïsme et fidélité, s'est perpétuée intacte jusqu'à nos jours.

##### Reprise de la Bravade après la «Grande Guerre»
À partir de la « Grande Guerre », aucune bravade n'est plus organisée sur le territoire des départements du Var et des Alpes-Maritimes. Elles reprennent trois ans après l'Armistice, grâce à la volonté du Capitaine de Ville de 1921, Jean-Baptiste Sanmartin, futur Cépoun major, qui a permis aux rescapés de surmonter les souvenirs douloureux du massacre pour commémorer à nouveau les faits d'arme de la milice du bailli de Suffren.
Alors que seuls les membres des familles tropéziennes sont admis à tenir cette charge, Victor Tuby, félibre et sculpteur cannois, prend place en 1925, en habit d'académicien quand la tradition impose l'uniforme d'officier de marine du Second Empire, à la tête du corps d'élite des gardes-saint de la bravade de Saint-Tropez. Son influence et celle de Joseph Clamon ont entraîné la renaissance des traditions provençales.

##### Déroulement
Il y a deux bravades : celle du 16 au 18 mai (460e édition en 2018) et celle du 15 juin (bravade espagnole) qui correspond à la victoire sur les galères espagnoles.
Le 16 mai le maire remet en compagnie du maire de Pise la pique au Capitaine de Ville élu le lundi de Pâques pour une année. Des salves de fusils sont tirées par les marins et des coups de tromblons tirés par les mousquetaires. Le curé bénit les armes. Les Gardes-Saint sortent la statue de saint Tropez et l'emmènent en procession au son des cloches, fifres, tambourins, clairons et tambours dans le nuage de poudre des coups de tromblons des bravadeurs disposés en cercle. Le lendemain, c'est la messe des mousquetaires, les bravadeurs ont cette fois une arme blanche sur laquelle est fixé un petit bouquet béni.
Louis Marius Sanmartin Lou Cépoun : son ancêtre Isnard, né à Saint-Tropez en 1644, était lui aussi charpentier. Marius crée l'Association des amis de la Bravade et réussit à maintenir les traditions même pendant l'occupation allemande.

### Patrimoine environnemental

#### Sites naturels
- Le sentier du littoral[167] : à pied de Saint-Tropez à la plage de Tahiti, cette promenade nécessite environ trois heures trente de marche sur une distance de douze kilomètres et demi en passant par la baie des Canoubiers. Le golfe de Pampelonne offre plus de dix kilomètres de côtes jusqu'au cap Camarat.
- La plage de la Ponche (du provençal pouncho : pointe) était auparavant l'ancien port des pêcheurs. Le port de commerce au XVIIe siècle et XVIIIe siècle, l'industrie artisanale liée à la pêche, et l'avitaillement des bateaux.
- Le sentier des Douaniers ourle l'ensemble du littoral varois au plus près du rivage. Sa destination initiale, voulue par le ministre Fouché sous le Premier Empire, était de faciliter les patrouilles de douaniers armés, chargés de réprimer le trafic du sel puis celui du tabac et des armes. La réhabilitation du sentier, depuis 1976, a entraîné une servitude de passage obligatoire à trois mètres minimum de toute propriété privée donnant sur le rivage. Cette obligation ne s'applique pas aux clôtures en dur et murs édifiés avant cette date. Dans le Var, près de 200 km de littoral sont concernés par cette disposition.
- Le château de la Moutte[168], ancienne propriété d'Émile Ollivier et son parc botanique[169].
- Domaine de La Messardière, seul château-hôtel de France affilié à la LPO (Ligue pour la protection des oiseaux).
- Le château Borelli. Ce château à l’architecture orientale a été construit entre 1895 et 1900 par le jurisconsulte marseillais Philippe Octave Borelli (1849 - 1911, qui connaissait bien l'Égypte) et dispose de l'une des plus belles vues de la baie des Canoubiers[170]. La famille Borelli séjourna jusqu’en 1928 dans cette demeure. Le château fut ensuite réquisitionné en 1944 par les Allemands et subit des bombardements qui détruisirent la toiture et la bibliothèque, de nombreuses verrières et les serres, son jardin botanique et tout le domaine furent abandonnés jusqu'en 1960. Ce château historique de Saint-Tropez est situé au cœur du domaine des Parcs et il est à présent divisé en copropriétés.

#### Faune et flore
La végétation du massif, méditerranéenne, est principalement composée de pins d'Alep et maritimes, de chênes-lièges (quercus suber), de chênes verts (quercus ilex) et de chênes pubescents (Quercus pubescens). On peut aussi noter la présence de genêts ou encore de lauriers-roses.
Présence de paons depuis les années 1950 et de renards.

### Saint-Tropez et les arts

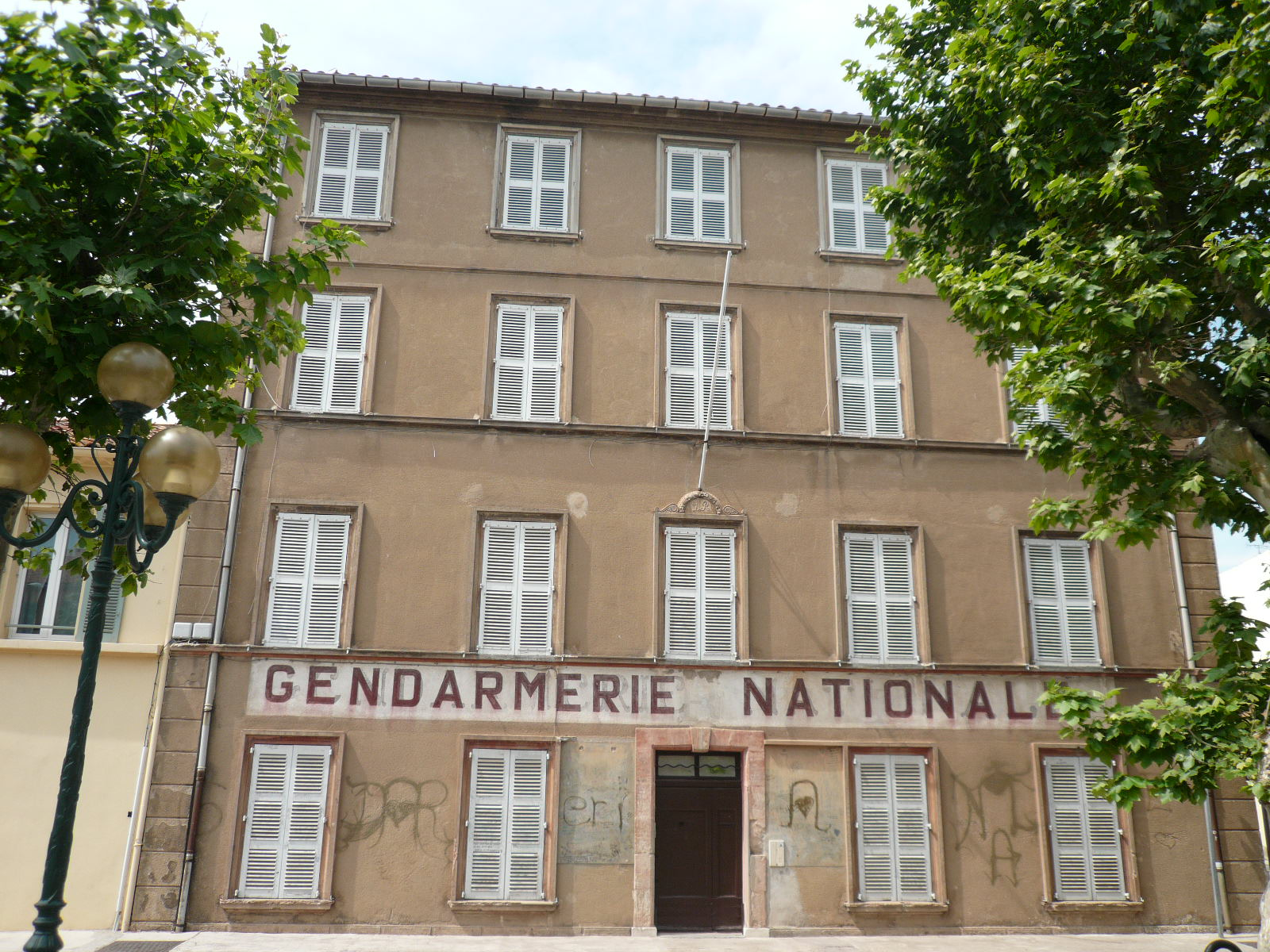
L’ancienne gendarmerie de Saint-Tropez, lieu de tournage de la série des Gendarmes.

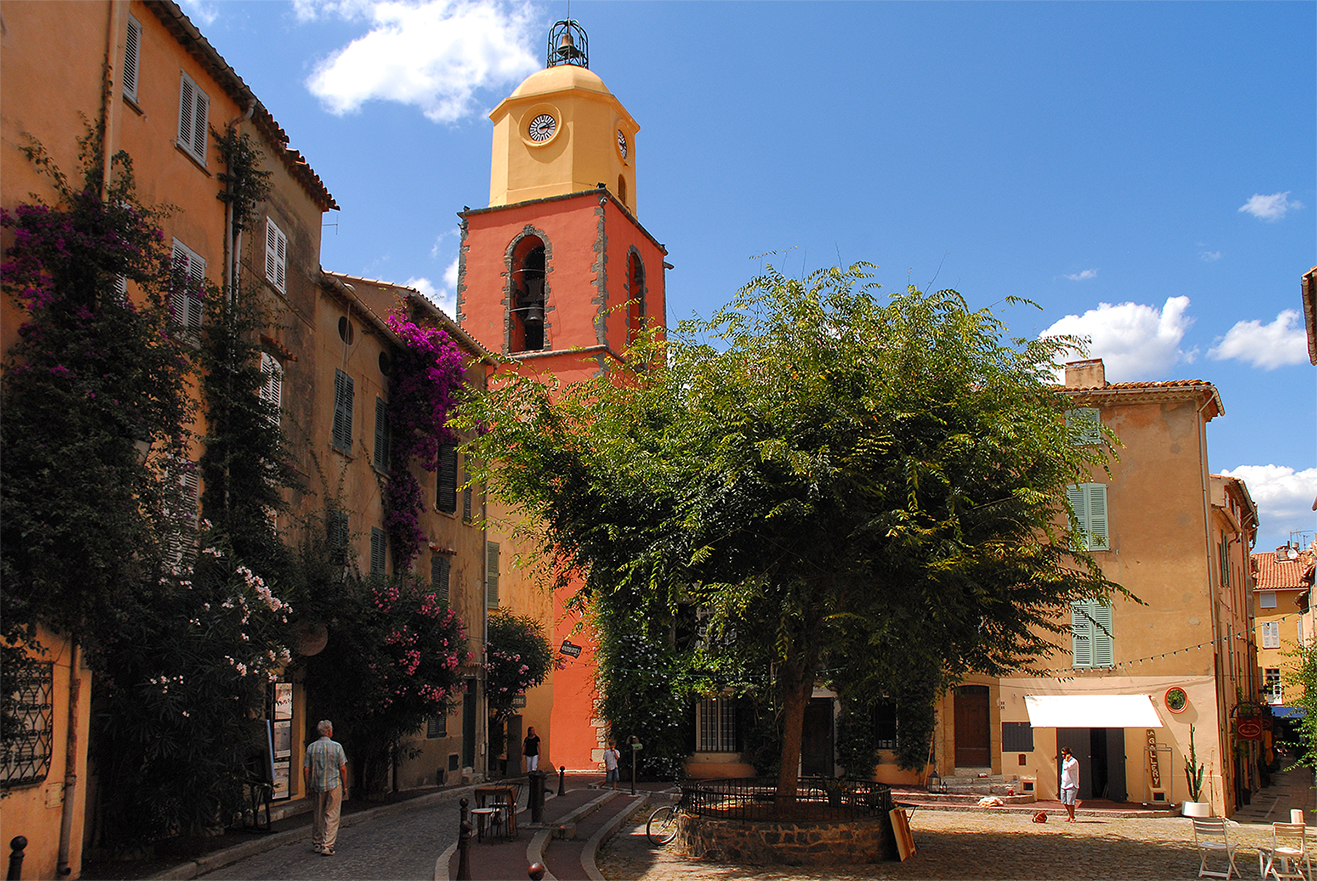
Église Notre-Dame-de-l'Assomption de Saint-Tropez.

#### Filmographie partielle
- Saint-Tropez, devoir de vacances  de Paul Paviot (court métrage - 1952)
- Et Dieu… créa la femme de Roger Vadim (1956)[172].
- Bonjour tristesse d'Otto Preminger (1958).
- Une fille pour l'été d'Édouard Molinaro (1960).
- Saint-Tropez Blues de Marcel Moussy (1961).
- Les Godelureaux de Claude Chabrol (1961)
- Chronique d'un été de Jean Rouch et Edgar Morin (1961) (documentaire)
- Le Gendarme de Saint-Tropez de Jean Girault (1964) et ses suites : Le Gendarme à New York (1965), Le gendarme se marie (1968), Le Gendarme en balade (1970), Le Gendarme et les Extra-terrestres (1979) et enfin  Le Gendarme et les Gendarmettes (1982). De nombreux lieux de tournage tropéziens sont aujourd'hui identifiés et photographiés[173].
- La Route de Corinthe de Claude Chabrol (1967)
- Voyage à deux de Stanley Donen (1967)
- La Collectionneuse d'Éric Rohmer (1967).
- La Chamade d'Alain Cavalier (1968).
- Les Biches de Claude Chabrol (1968).
- Chitty Chitty Bang Bang de Ken Hughes (1968).
- La Piscine de Jacques Deray (1969).
- Smic, Smac, Smoc de Claude Lelouch (1971).
- Le Viager de Pierre Tchernia (1972)[172].
- Les Innocents aux mains sales de Claude Chabrol (1975).
- La Cage aux folles de Jean Poiret (1978)[172].
- Le Coup du parapluie de Gérard Oury (1980).
- Le Beau Monde de Michel Polac (1981) (téléfilm).
- Les Sous-doués en vacances de Claude Zidi (1981).
- Un été à Saint-Tropez de David Hamilton (1983).
- Trilogie de Max Pécas : Les Branchés à Saint-Tropez (1983), Deux enfoirés à Saint-Tropez (1986) et On se calme et on boit frais à Saint-Tropez (1987).
- L'Année des méduses de Christopher Frank (1984)[172].
- Le Facteur de Saint-Tropez de Richard Balducci (1985).
- La Vieille qui marchait dans la mer de Laurent Heynemann (1991)[172].
- La Vérité si je mens ! 2 de Thomas Gilou (2000)[172].
- Le Transporteur de Louis Leterrier et Corey Yuen (2002).
- Les Randonneurs à Saint-Tropez de Philippe Harel (2008).
- Des gens qui s'embrassent de Danièle Thompson (2013).
- Saint-Tropez de Lisa Azuelos (2013).
- Mystère à Saint-Tropez de Nicolas Benamou (2021)[172].

Films pour un public averti
- Dans la chaleur de Saint-Tropez de Gérard Kikoïne (1981).
- Saint-Tropez interdit de José Bénazéraf et Georges Cachoux (1985).
- Saint Tropez, Saint Tropez de Franco Castellano et Giuseppe Moccia (1992).
- Les Campeuses de Saint-Tropez d'Alain Payet (2002).

Feuilleton télévisé
- Sous le soleil, diffusé dans plus de 100 pays sous le nom "Saint-Tropez". Il est diffusé de 1996 à 2008 sur TF1.
- Sous le soleil de Saint-Tropez, suite du feuilleton Sous le soleil diffusé à partir du printemps 2013 sur TMC.

Littérature
- Saint-Tropez, avec des lithographies originales de Bernard Buffet (1979) et
- Saint-Tropez d'hier et d'aujourd'hui, avec des photographies de Luc Fournol (1981) par Annabel Buffet
- Les Lionnes de Saint-Tropez, par  Jacqueline Monsigny 1989
- La folle histoire et véridique histoire de Saint-Tropez, par Yves Bigot, 1998
- Coucher de soleil à Saint-Tropez, roman de Danielle Steel, 2004
- Rester normal à Saint-Tropez, bande dessinée de Frédéric Beigbeder, 2004
- La Légende de Saint-Tropez, par Henry-Jean Servat, préface de Brigitte Bardot, éditions Assouline, 2003
- Andreas Lueck: Szczesny. Saint-Tropez. Szczesny Factory & Publishing GmbH Berlin, Berlin, 2009,  (ISBN 978-3-9808881-8-9)
- Saint-Tropez (surface vacante), nouvelle d'Arthur Larrue publiée dans Vanity Fair de juillet 2021.

Peinture

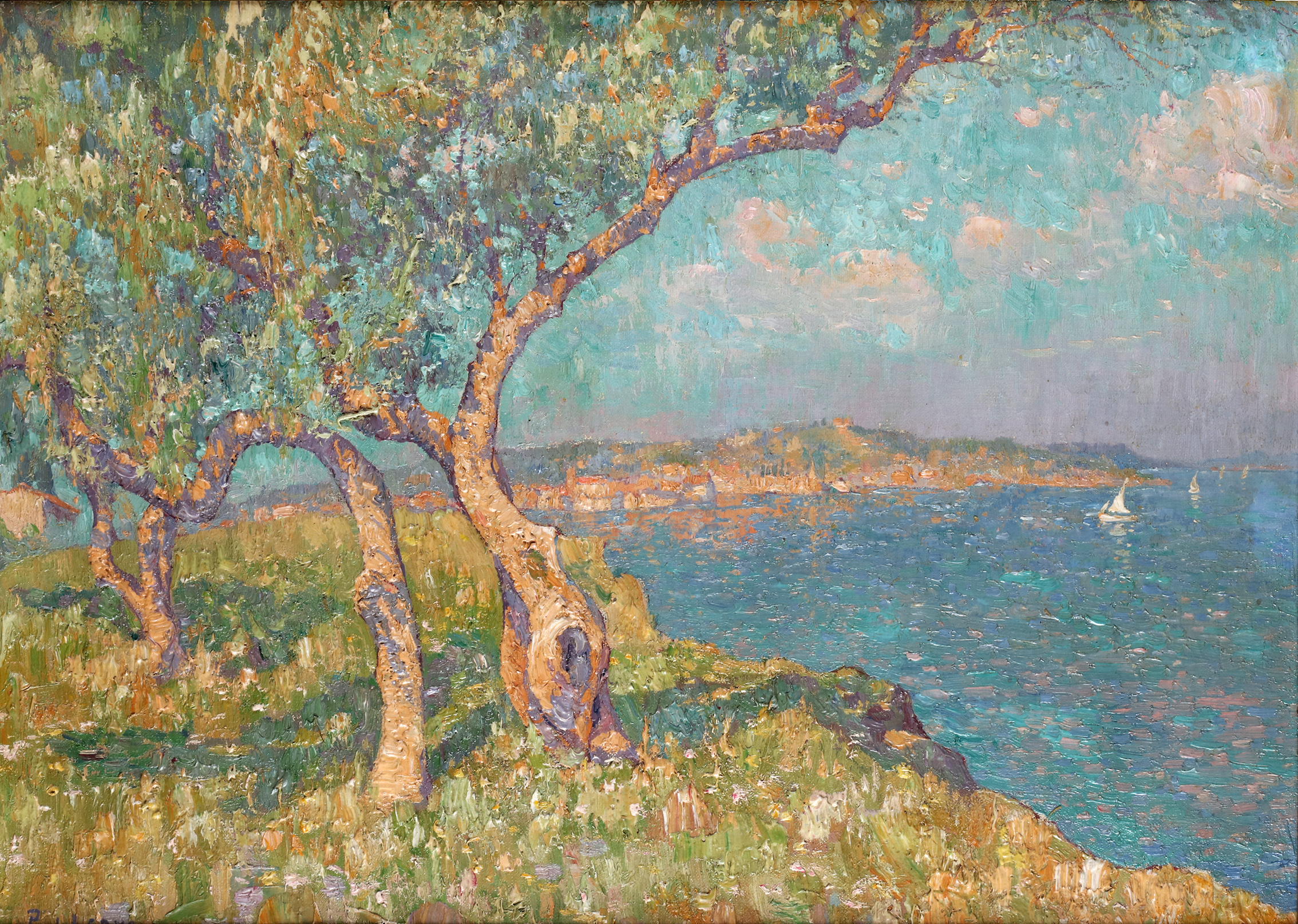
Vue panoramique de Saint-Tropez de Paul Leduc (1876-1943).

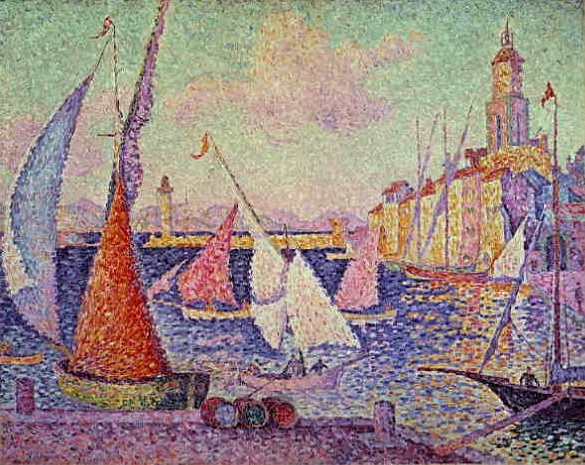
Port de Saint-Tropez
Tableau de Paul Signac (1899).

- Port de Saint-Tropez, Paul Leduc (1876-1943)
- Port de Saint-Tropez, Paul Signac (1899)
- Port de Saint-Tropez, Henri Lebasque (avant 1936)

Chansons
- Twist à Saint-Tropez des Chats Sauvages (Oct 61)
- J'aime les filles de Jacques Dutronc.
- Looking For St. Tropez du groupe Telex.
- Saint-Tropez Blues et Paris - Saint-Tropez de Marie Laforêt.
- Douliou-douliou Saint-Tropez de Jenny Rock.
- San Tropez de Pink Floyd sur l'album Meddle.
- Il ne rentre pas ce soir d'Eddy Mitchell (extrait : « Fini le golf et le bridge, les vacances à Saint-Tropez »).
- Saint Tropez de Ricky Martin.
- Welcome to St. Tropez de DJ Antoine & Timati feat Kallen
- Saint Tropez de Florin Salam
- Give a little love d'Aswad
- Saint-Tropez de Post Malone sur l'album Hollywood's Bleeding
- St. Tropez de J. Cole sur l'album 2014 Forest Hills Drive
- St. Tropez (Live) de J. Cole sur l'album Forest Hills Drive: Live

### Héraldique
| Blason de Saint-Tropez | Malte-Brun, dans la France illustrée, tome V (1884), rapporte deux blasonnements : le premier utilisé actuellement par la commune : D'azur à saint Tropez vêtu en pèlerin d'or, auréolé du même, tenant de sa main dextre une épée basse d'argent, (le tout sur une terrasse aussi d'or chargée de l'inscription Saint-Tropez en lettres capitales de sable). et le second inusité : Losangé d'argent et de gueules. |  |

| Blason alternatif de Saint-Tropez | On rencontre aussi couramment dans les rues du village le blason : D'azur à la barque de gueules portant Torpes allongé, un chien et un coq, surmonté d'un ange d'argent volant au-dessus et portant une couronne dans la main. |

Drapeau de Saint-Tropez.

La commune dispose d'un drapeau reprenant les couleurs des corsaires à trois bandes rouge, blanche et rouge, indifféremment placées verticalement ou horizontalement.

### Devise
La devise de la commune est « Ad usque fidelis » en latin ce qui signifie « Fidèle jusqu'au bout ».

### Personnalités liées à la commune
Différentes personnalités sont nées, décédées, ont vécu ou possèdent une résidence à Saint-Tropez :

#### Personnalités possédant une résidence à Saint-Tropez
- Roman Abramovitch, homme d'affaires et milliardaire russe
- Mohamed Al-Fayed, homme d'affaires et milliardaire égyptien
- Bernard Arnault, homme d'affaires et milliardaire français
- Brigitte Bardot,  actrice, mannequin, danseuse, chanteuse, militante des droits des animaux et écrivaine
- Vincent Bolloré, homme d'affaires et milliardaire français
- Jean-Louis Borloo, homme politique français
- Stéphane Courbit, homme d'affaires français
- Tatiana Eltsine, fille de l'ancien président russe Boris Eltsine
- Albert Frère, homme d'affaires et milliardaire belge
- Eddy Mitchell, chanteur et acteur français
- Gérard Mulliez, homme d'affaires et milliardaire français
- Nagui,  animateur de radio et de télévision, producteur et comédien
- François Pinault, homme d'affaires et milliardaire français
- Bernard Tapie, homme d'affaires français

#### Personnalités nées à Saint-Tropez

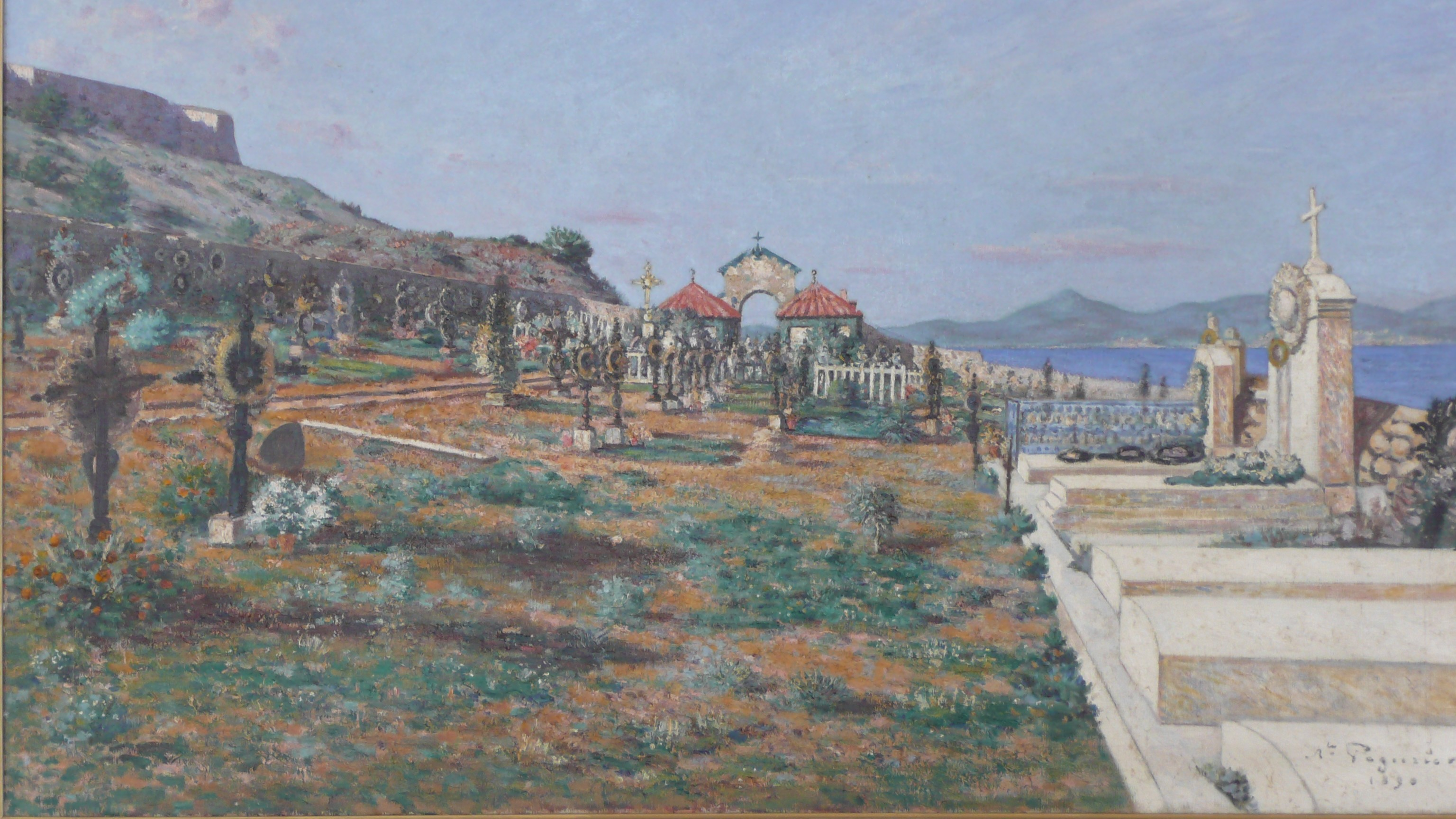
Auguste Pégurier, le cimetière de Saint-Tropez, 1890.

- Franck Alengry (1865-1946), philosophe et recteur d'académie français.
- Jean-François Allard (1785-1839) était un général français compagnon de Napoléon Ier.
- Charles-Louis Antiboul (1752-1793) était avocat et député du Var à la Convention nationale.
- Marcel Aubour (1940-) est un ancien gardien de but international français de football.
- Arthur Bauchet (2000-) est médaillé d'argent aux Jeux paralympiques d'hiver de 2018
- Eliesse Ben Seghir (2005-), footballeur français.
- Dimitri Bouchène (1893-1996), artiste peintre, créateur de décors et de costumes de théâtre.
- Jean Courtin (1936 -), paléontologue, premier scientifique à être descendu dans la grotte Cosquer.
- Axel Julien (1992-) est un joueur de basket-ball.
- Louis Langomazino (1820-1885), militant républicain.
- Martin Lartigue (1952-), acteur français.
- Patrick Michel (1970-) est un ingénieur français en aéronautique, docteur en astrophysique et directeur de recherche au CNRS.
- Antoine Orsini (1990-) est un joueur de football professionnel évoluant au Milan AC.
- Alexandre de Paris (1922-2008), maître coiffeur.
- Auguste Pégurier (1856-1936), le premier peintre de Saint-Tropez.
- France Roche (1921-2013), journaliste française.
- Redouane Touzani (1981-) est un musicien marocain.

#### Personnalités mortes à Saint-Tropez
- Jean-Pierre Aumont (1911-2001), de son vrai nom Jean-Pierre Salomons, acteur français.
- Marie Bonaparte (1882-1962), écrivaine, pionnière de la psychanalyse en France.
- Massimo Campigli (1895-1971), peintre italien.
- Marko Čelebonović (1902-1986), peintre serbe.
- Richard Chanfray (1940-1983), dit Saint-Germain ou Richard Saint-Germain, y est mort[Note 6]. Personnalité médiatique et mondaine française, prétendument comte de Saint-Germain.
- Antoni Clavé (1913-2005), peintre catalan.
- Louis Durey (1888-1979), compositeur français.
- Ronald Laing (1927-1989), antipsychiatre britannique.
- Raoul Lévy (1922-1966), producteur, scénariste, acteur et réalisateur de cinéma français.
- Henri Manguin (1874-1949), peintre français, mort dans sa maison de l'Oustalet, un des principaux créateurs du fauvisme français en 1905.
- Claude Mulot (1942-1986), cinéaste et scénariste.
- Blandine Ollivier (1835-1862), fille aînée de Franz Liszt et de Marie d'Agoult et première femme d'Émile Ollivier
- Gérard Oury (de son vrai nom Max-Gérard Houry Tannenbaum) (1919-2006), réalisateur de cinéma, acteur et scénariste français.
- Xavier de Scitivaux (1910-1978), officier des forces aériennes françaises libres, Compagnon de la Libération.

#### Personnalités inhumées à Saint-Tropez
- Pierre Bachelet (1944-2005) repose au cimetière de Saint-Tropez.
- Eddie Barclay (1921-2005) repose au cimetière de Saint-Tropez.
- André Dunoyer de Segonzac (1884-1974), artiste peintre, repose au cimetière de Saint-Tropez.
- Émile Ollivier (1825-1913), sa tombe se trouve au château de la Moutte. Il a dit de Saint-Tropez[175]:

« Cet admirable pays, aux aspects si variés, si délicieux, si grands, le plus beau qu'on puisse contempler sur les rives enchantées de notre Méditerranée. »

- Bannou Pan Deï, nièce du roi de Lahore, épouse du général Jean-François Allard qui construisit pour elle, en 1835, le Pan Deï Palais, en gage de leur amour[177],[178]. Elle a été inhumée au cimetière marin de Saint-Tropez.

#### Personnalités du monde artistique

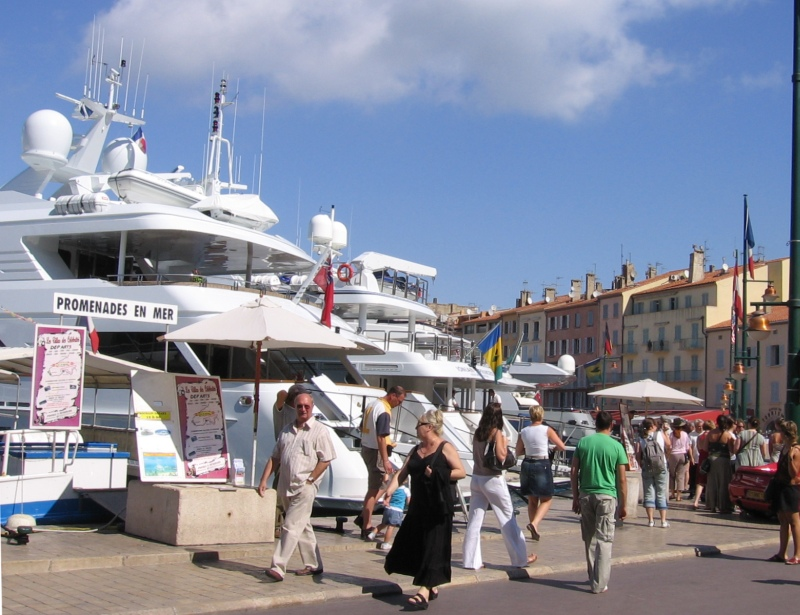
Saint-Tropez et ses yachts alignés le long du port.

En 1892, Paul Signac, fondateur de l'école méditerranéenne, découvre Saint-Tropez et s'y installe entraînant Matisse, Bonnard, Marquet ; d'autres sont venus spontanément.
Charles Camoin possédait également une résidence à Saint-Tropez qui fut acquise et rebaptisée « le Maquis » en 1925 par les peintres André Dunoyer de Segonzac et André Villeboeuf.
De tous les milieux, peintres, littéraires, politiques, artistes, français ou étrangers, tous ceux qui s'identifiaient à la «  Nouvelle Vague », sont temporairement venus vivre à Saint-Tropez ou dans ses environs.
Quelques-uns d'entre eux : Johnny Hallyday à la Lorada (Ramatuelle), Jean-Paul Sartre, Boris Vian, Françoise Sagan, Colette habitait « La Treille Muscate », où elle recevait le peintre André Dignimont, Brigitte Bardot à « La Madrague », Paul Vialar à « La Ponche », Paul Poiret à la « Villa Treizaine », ainsi que le peintre Émile Gaud.
Toute la bande des Gendarme de Saint-Tropez à commencer par Louis de Funès, Michel Galabru, Jean Lefebvre et Geneviève Grad…
Saint-Tropez connaît aussi un grand succès avec la Maison des Papillons - Musée Dany-Lartigue (fils de Jacques Henri Lartigue) qui présente une collection de 35 000 spécimens pour 4 500 espèces de papillons.

#### Personnages historiques
- Simon Claude Grassin de Glatigny (1701-1776), commandant des ville et citadelle de Saint-Tropez et créateur des arquebusiers de Grassin.
- Le bailli de Suffren, né à Saint-Cannat au château familial en 1726 et mort à Paris en 1788. Illustre marin et vice-amiral français. Il poursuit les Barbaresques, devient chevalier, commandeur et bailli dans l'ordre de Saint-Jean de Jérusalem ; revenu dans la marine royale, il est fait prisonnier par les Britanniques (bataille de Lagos, 1757). Il va à Madras, Pondichéry, aux Indes, et est fait chevalier de l'Ordre du Roi. À 55 ans, il est capitaine de vaisseau et il est désigné en 1781 pour commander en qualité de chef de l'escadre des Indes orientales, cinq vaisseaux envoyés en renfort aux Indes. Il se distingue lors de la guerre d'indépendance des États-Unis. La paix de Versailles signée, il est promu vice-amiral et revient à Saint-Tropez. Sa statue est coulée avec le bronze des canons pris à l'ennemi que Napoléon III offrit à la ville en 1866[160].
- Saint Tropez de Pise (décapité le 29 avril 68), un des premiers martyrs chrétiens du Ier siècle, saint protecteur des marins et saint patron de Saint-Tropez.

### Spécialités culinaires et artisanales
- Huile d'olive de Provence AOC
- La tarte tropézienne : créée par Alexandre Micka[182]
- Sandale tropézienne.

## Honneur
L'astéroïde (86048) Saint-Tropez porte son nom.